# 訃報 2024年5月
訃報 2024年5月（ふほう 2024ねん5がつ）では、2024年5月に物故した、又は物故が報じられた人物についてまとめる。

## 1日 - 15日

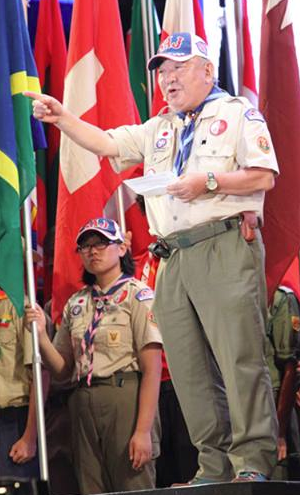
奥島孝康／5月1日没

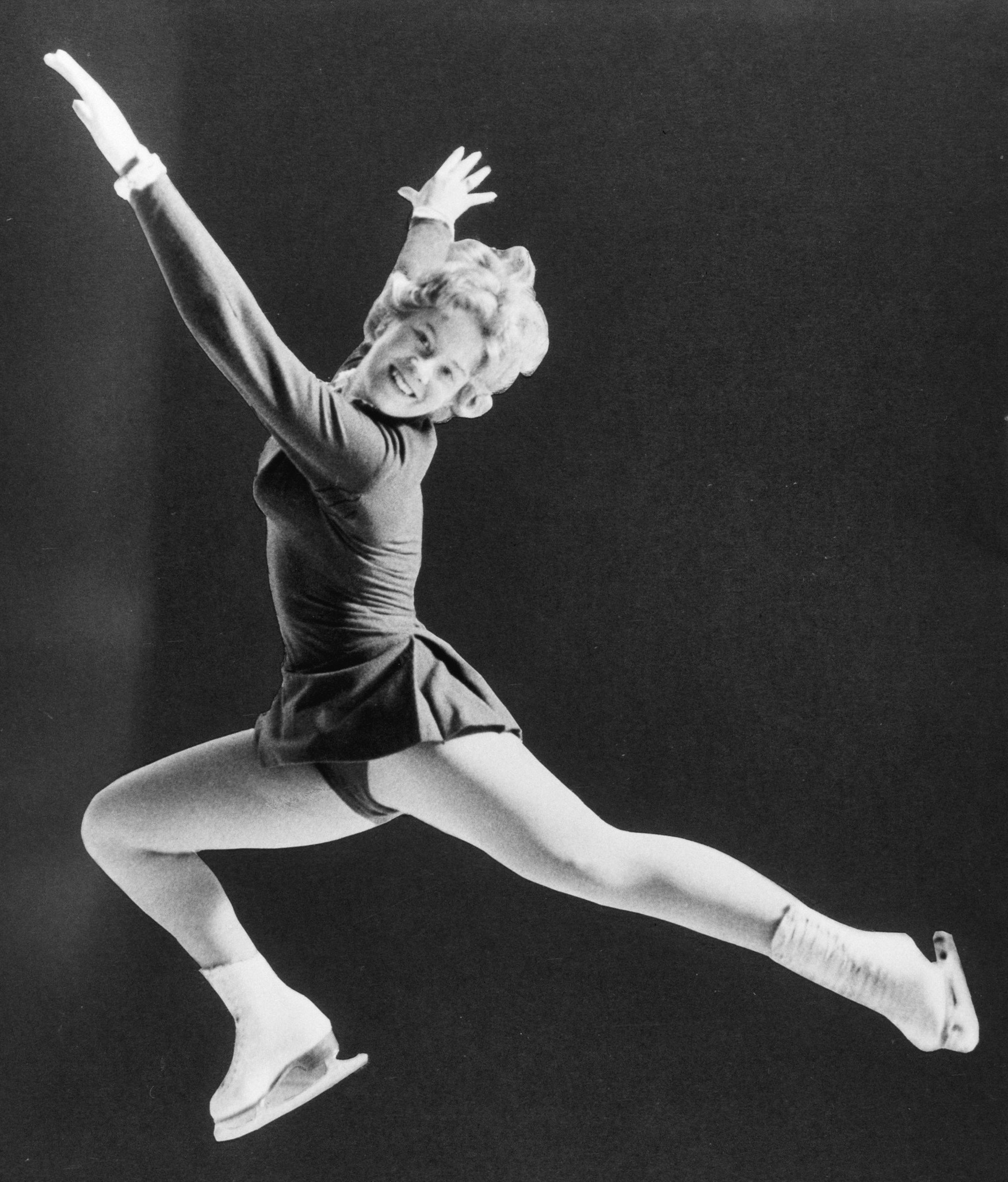
ショーケ・ディクストラ／5月2日没

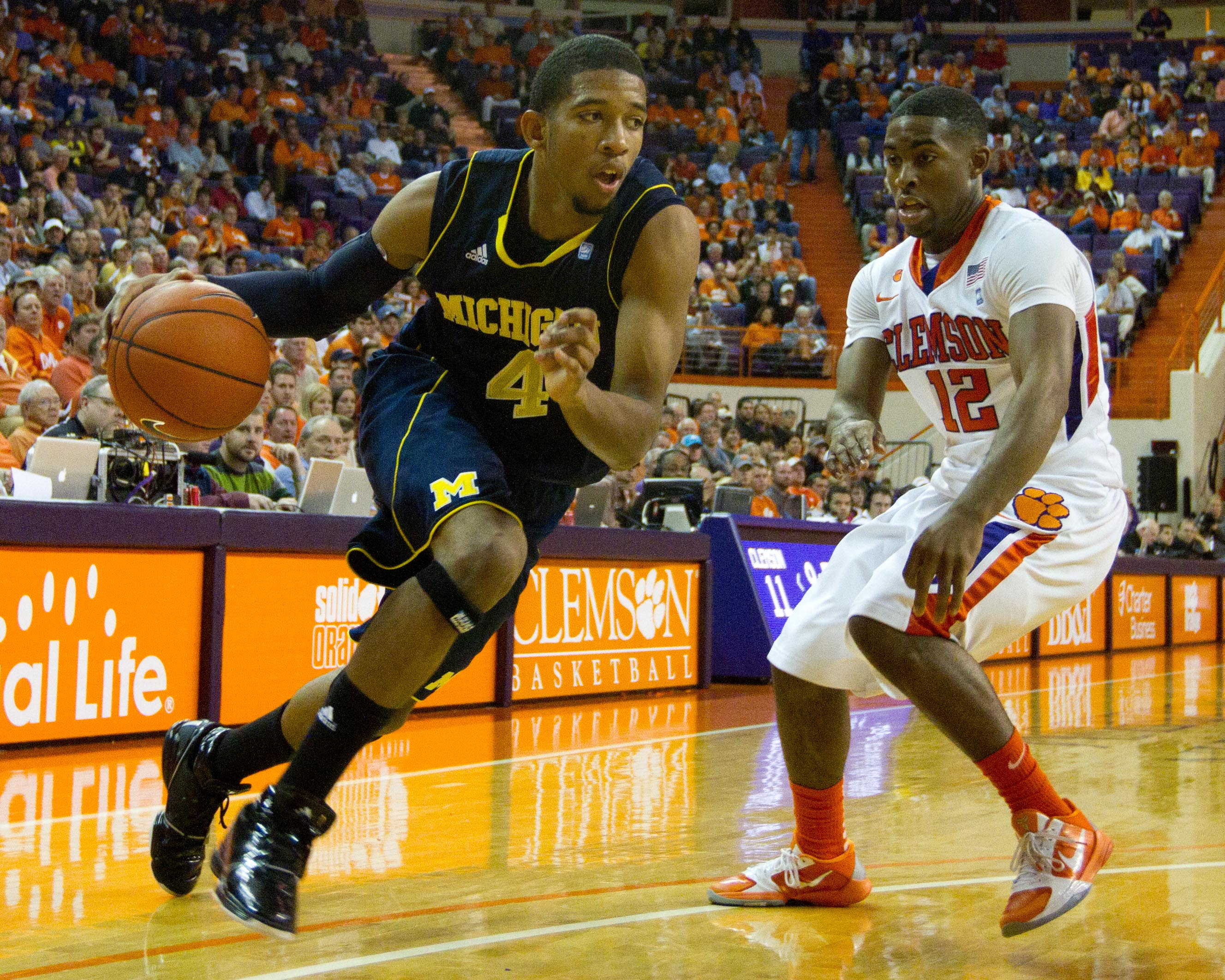
ダリウス・モリス（左）／5月2日没（遺体発見日）

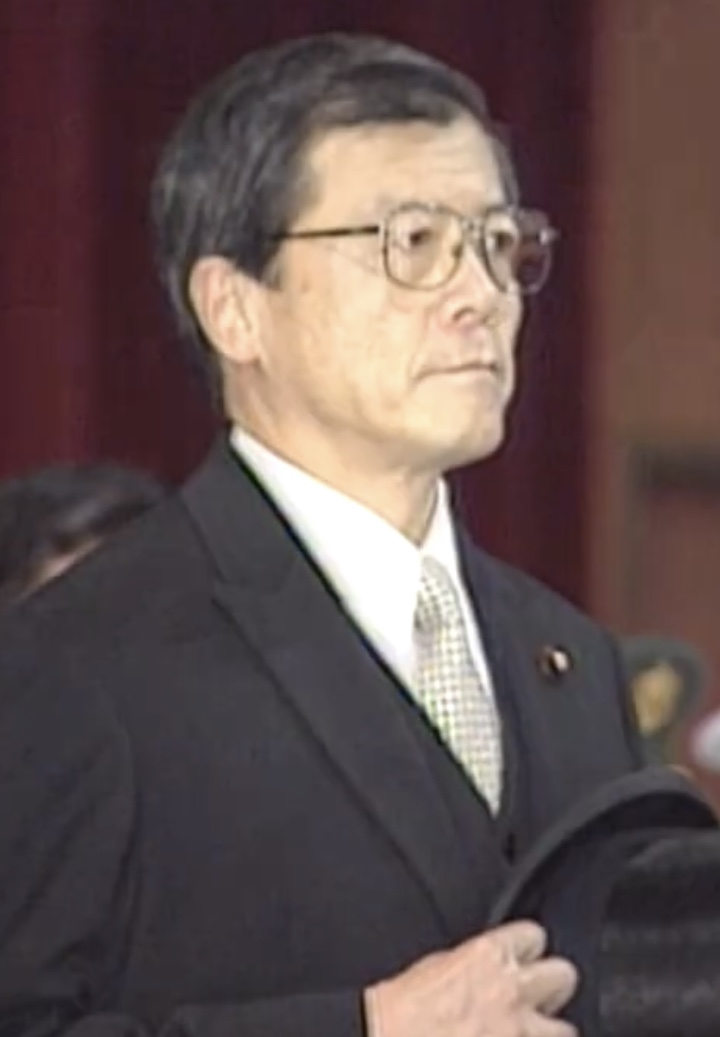
愛知和男／5月3日没

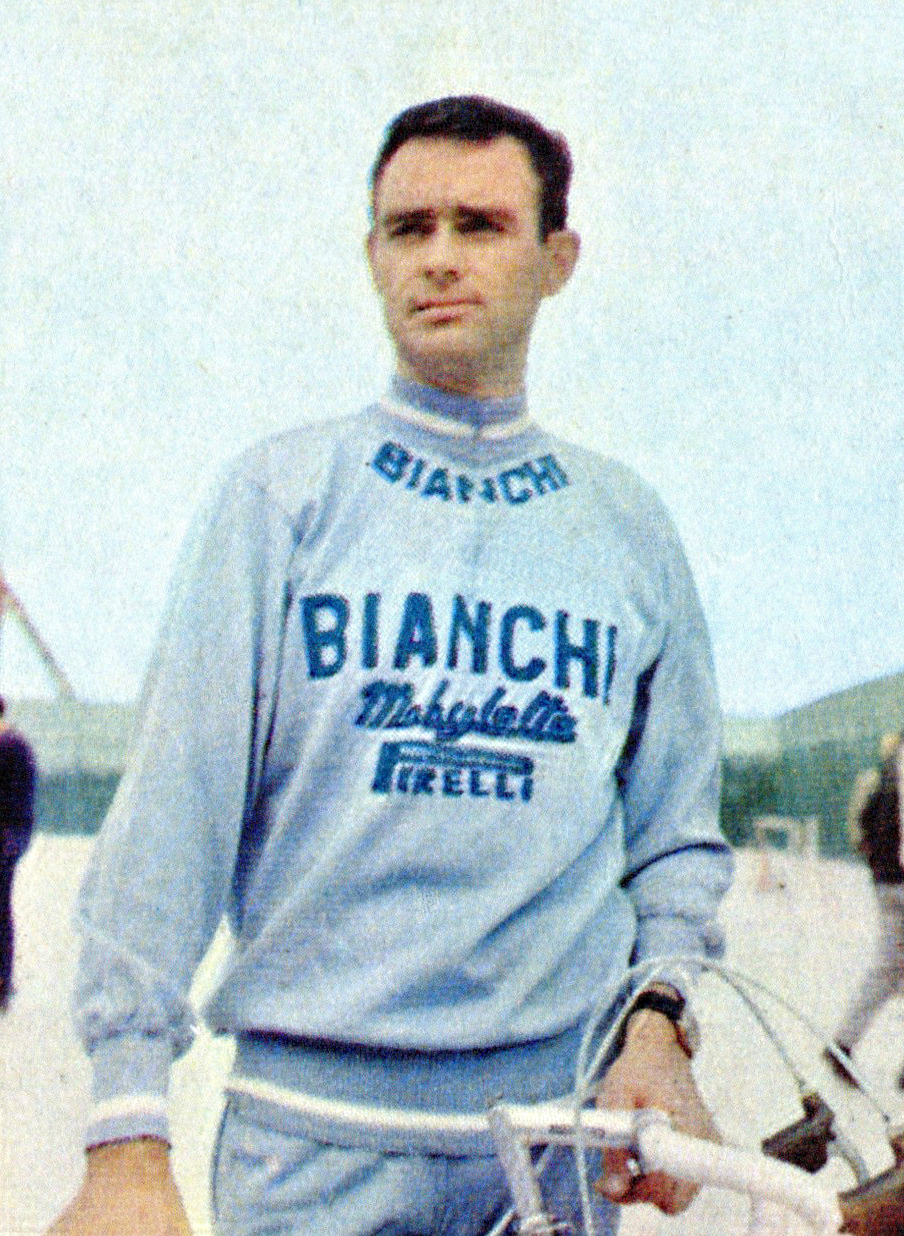
イメリオ・マッシニャン／5月3日没

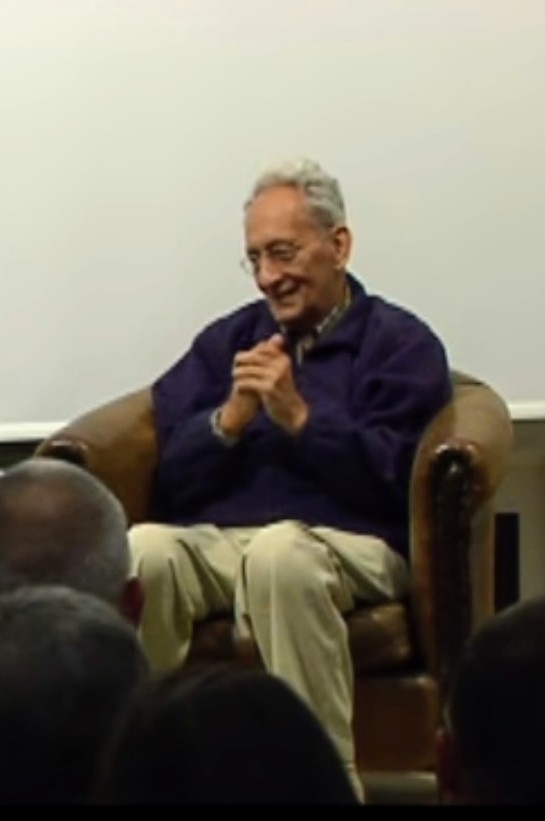
フランク・ステラ／5月4日没

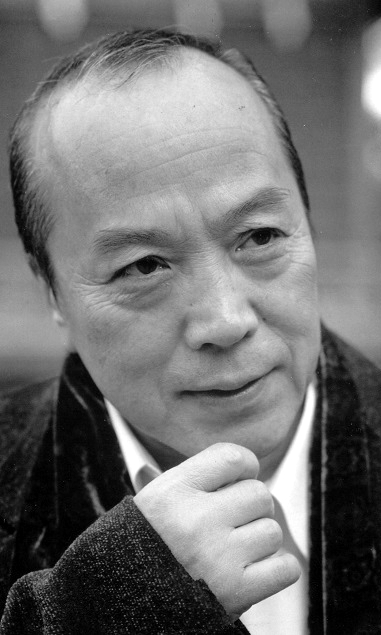
唐十郎／5月4日没

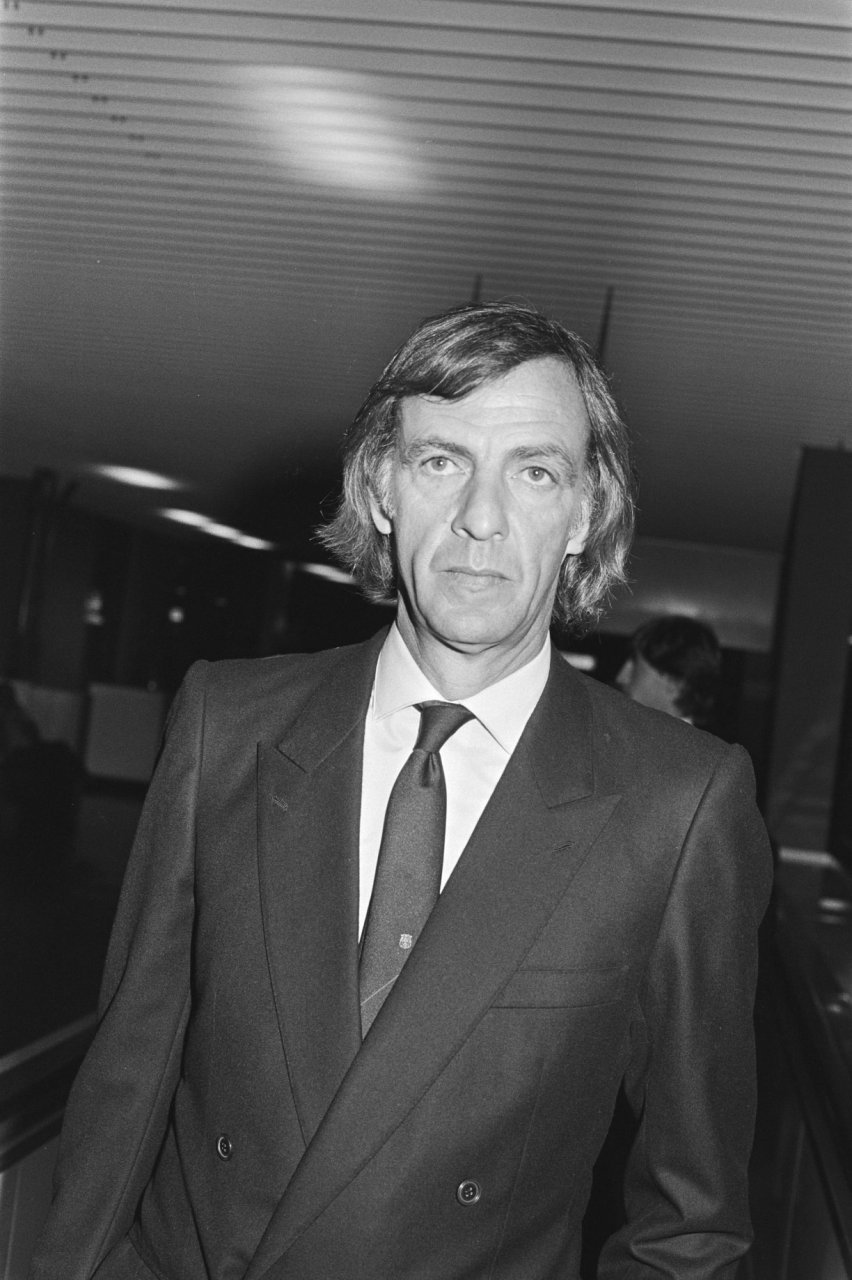
セサル・ルイス・メノッティ／5月5日没

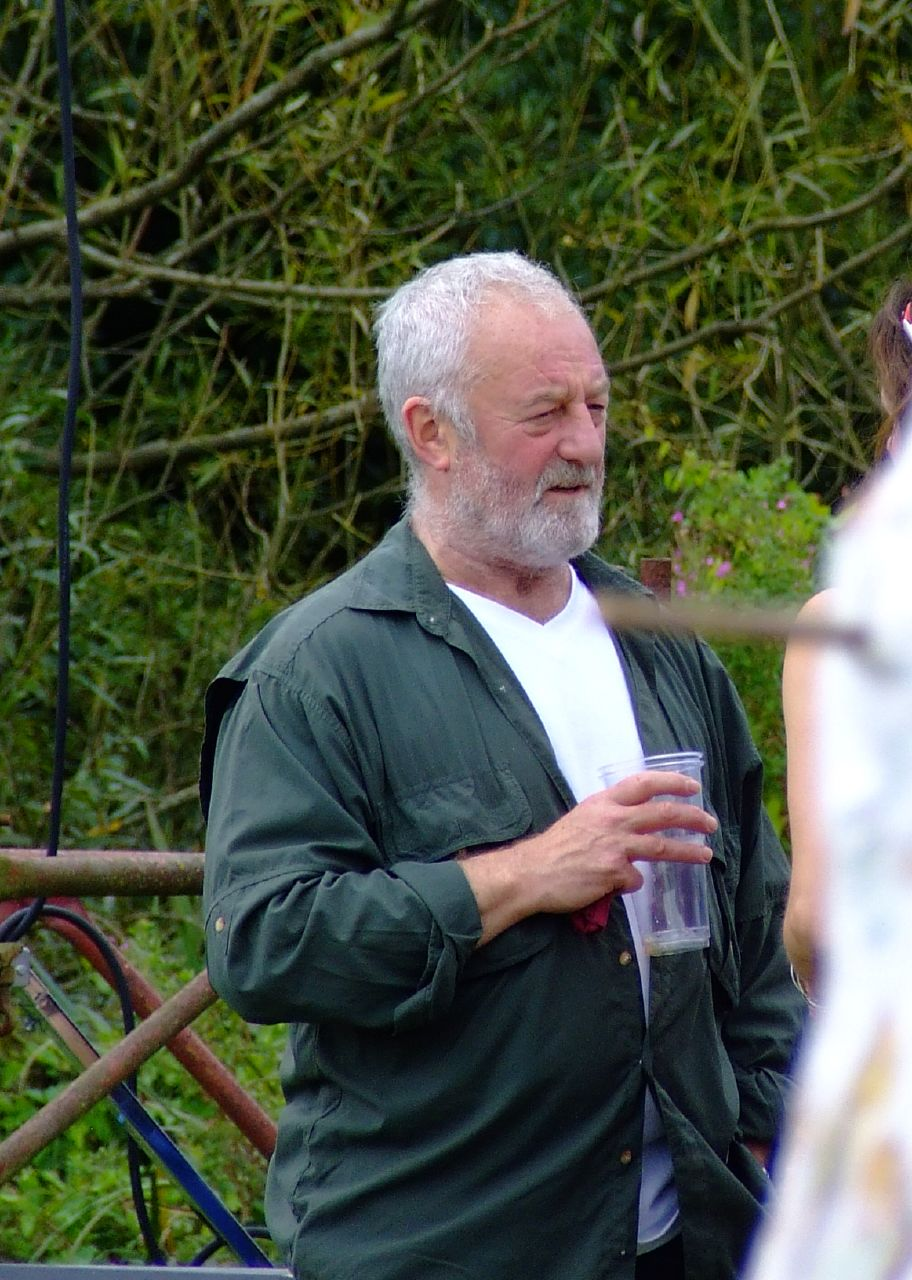
バーナード・ヒル／5月5日没

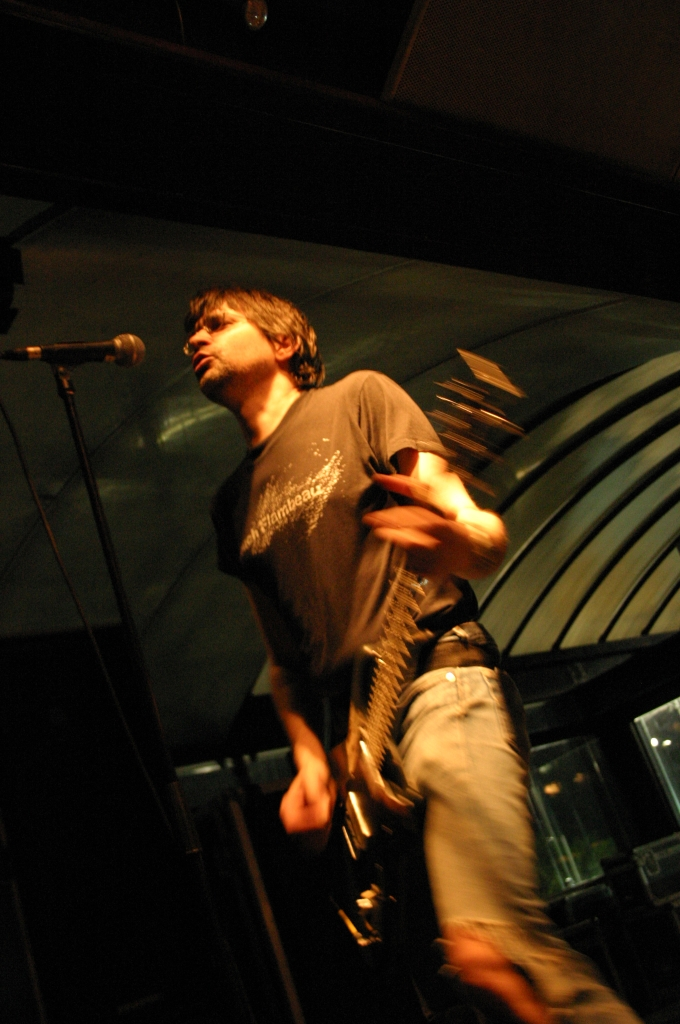
スティーヴ・アルビニ／5月7日没

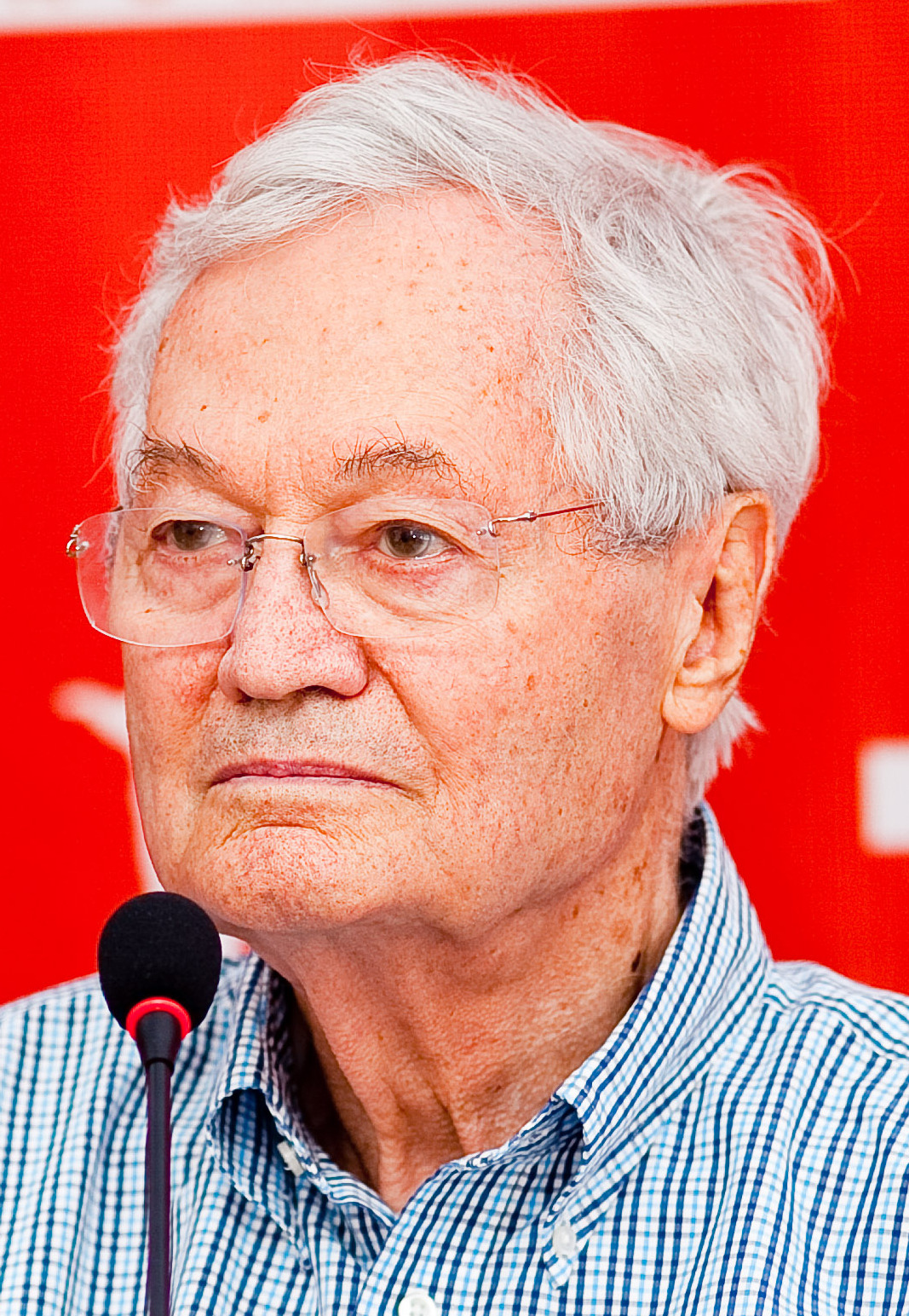
ロジャー・コーマン／5月9日没

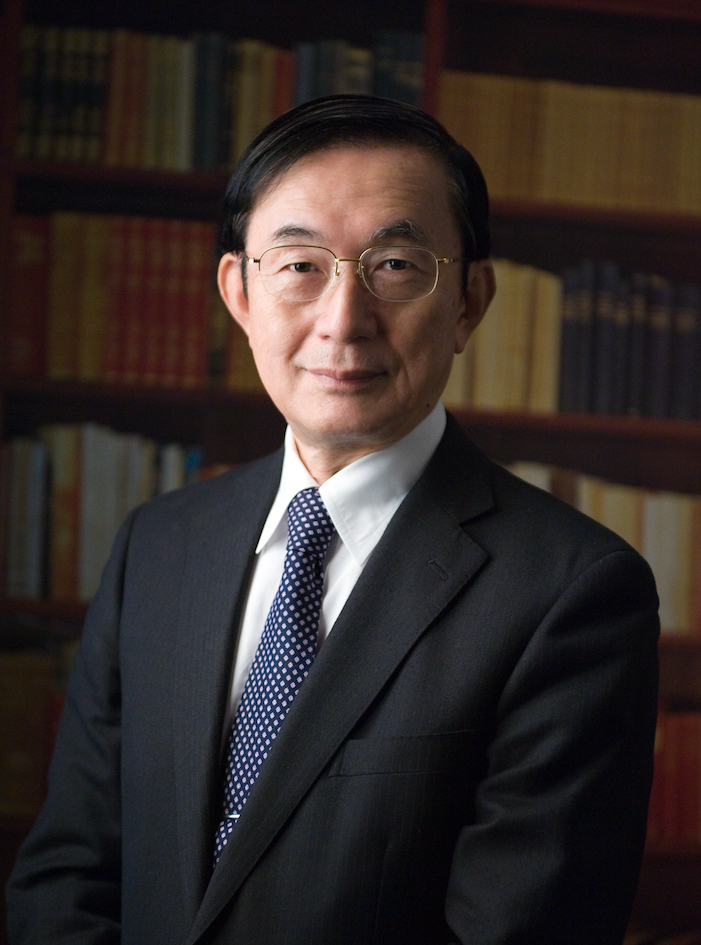
宮崎俊一／5月9日没

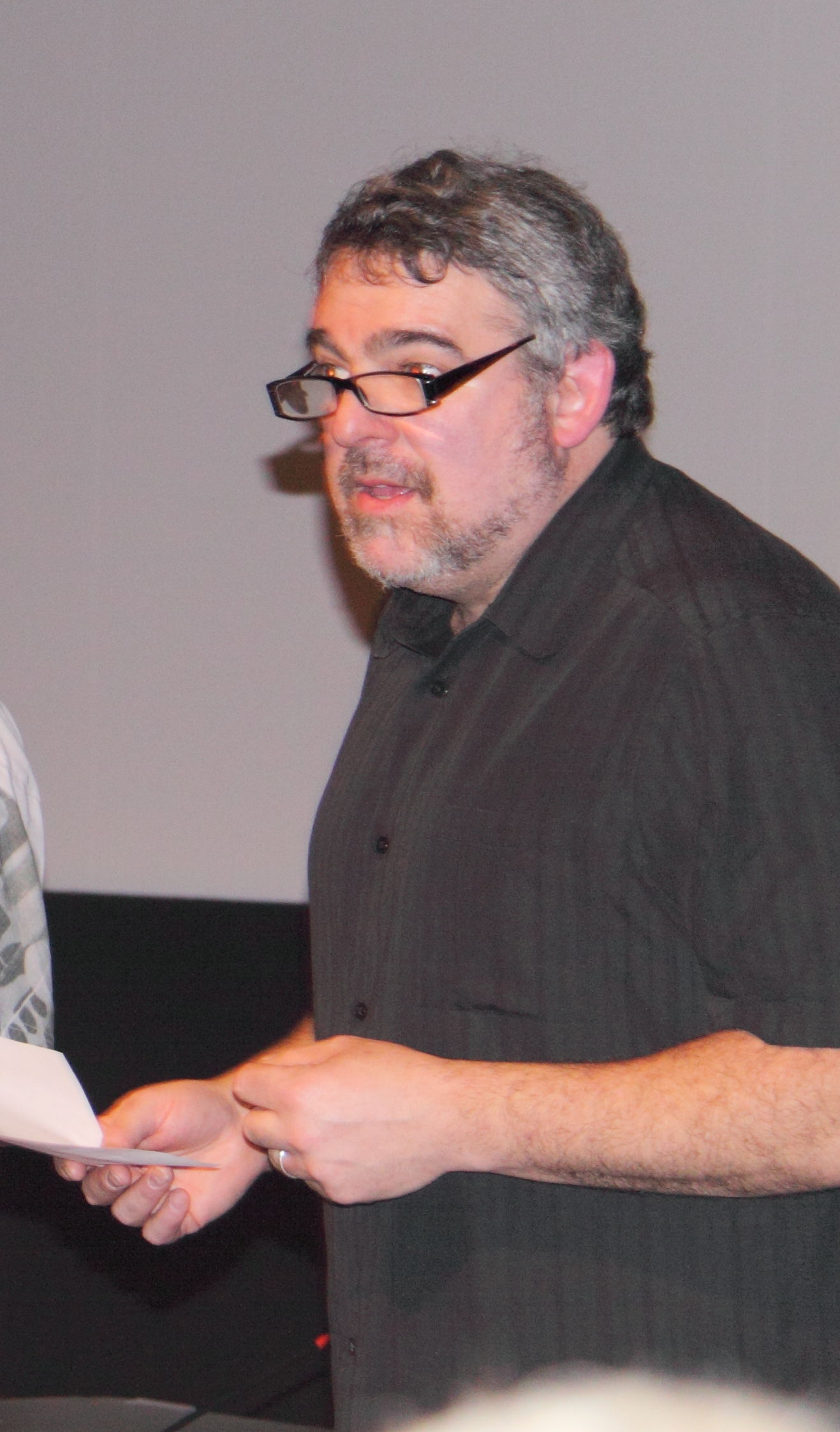
ラリー・ポランスキー／5月9日没

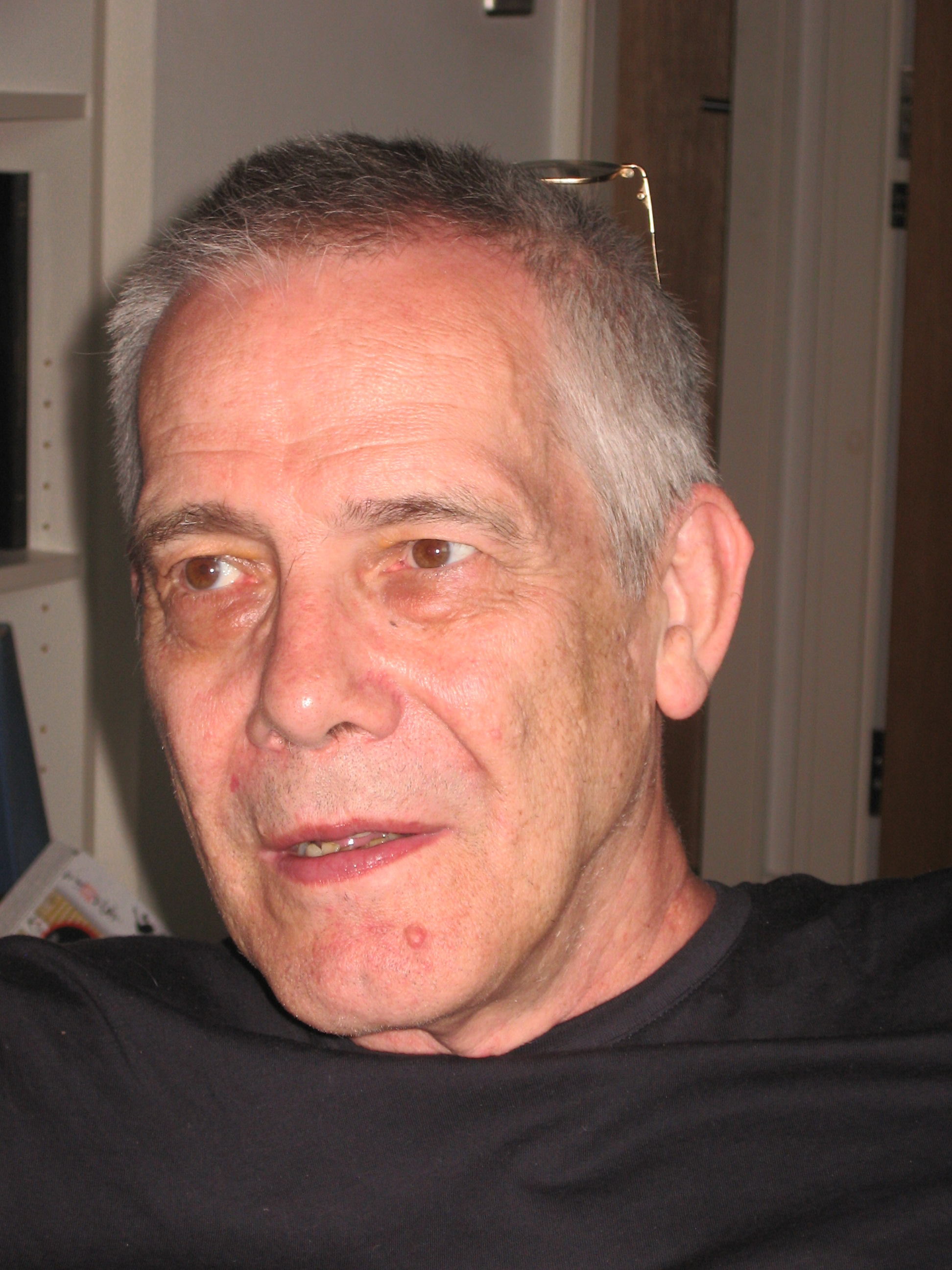
フィリップ・タグ／5月9日没

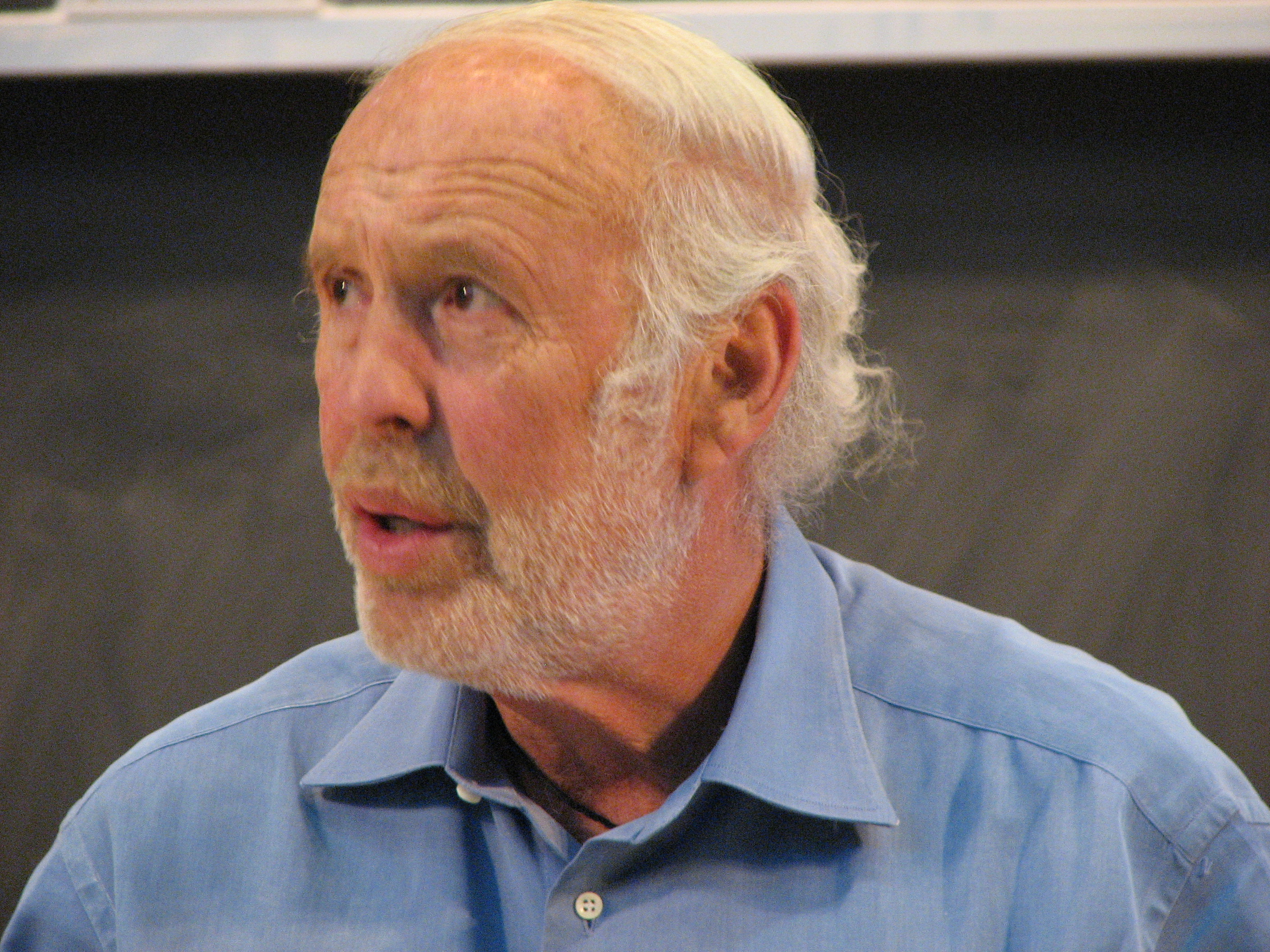
ジェームズ・シモンズ／5月10日没

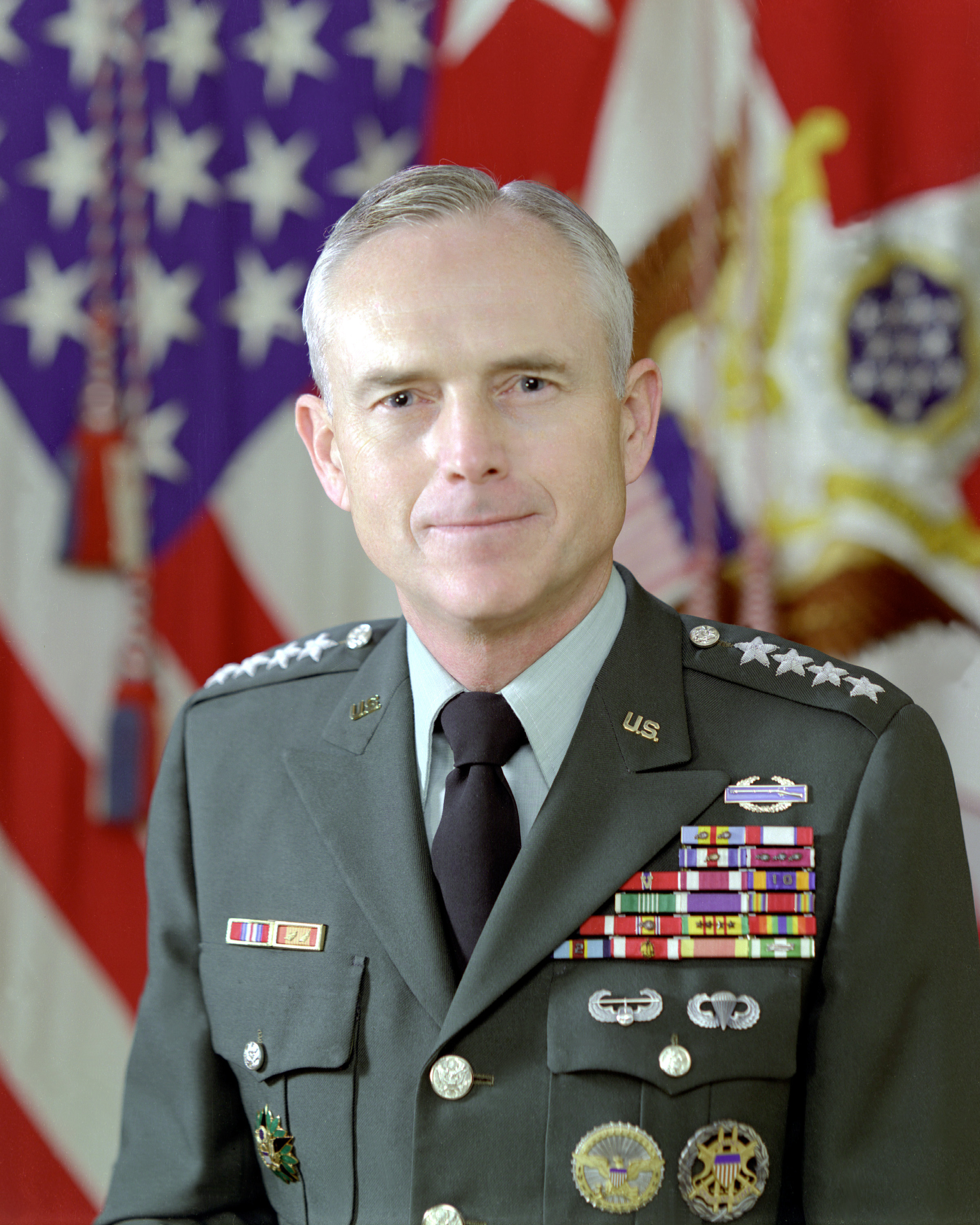
ジョン・アダムズ・ウィッカム／5月11日没

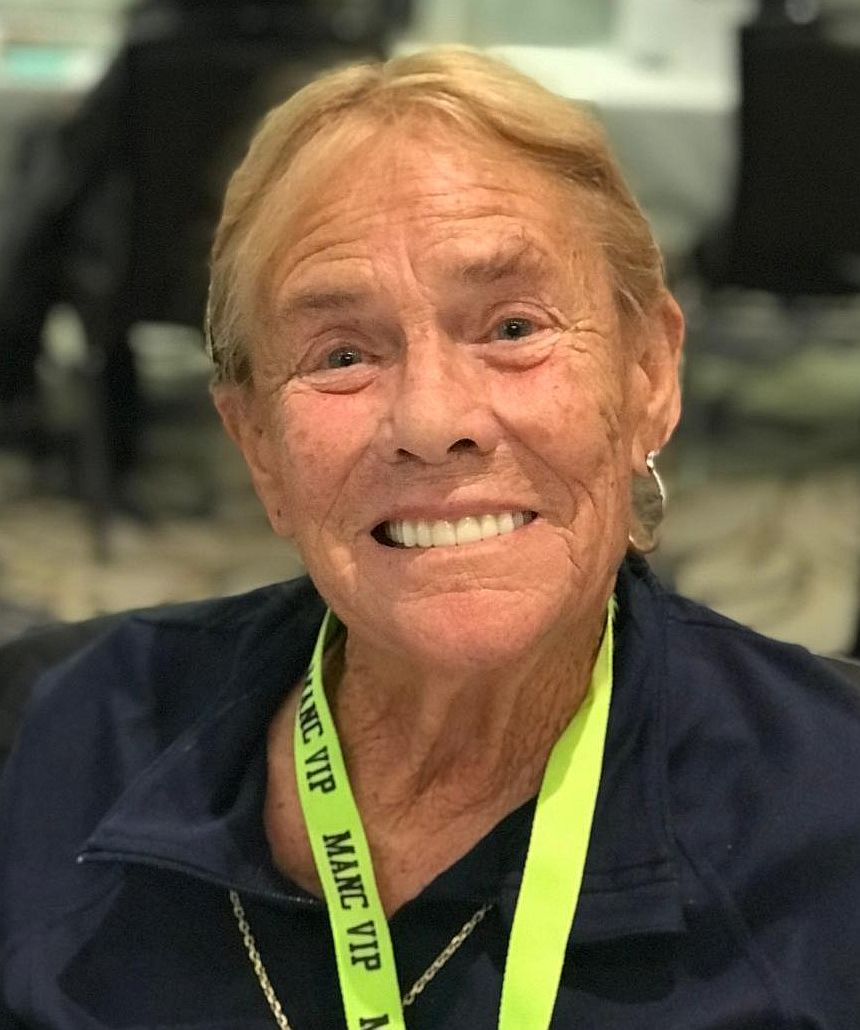
スーザン・バックリニー／5月11日没

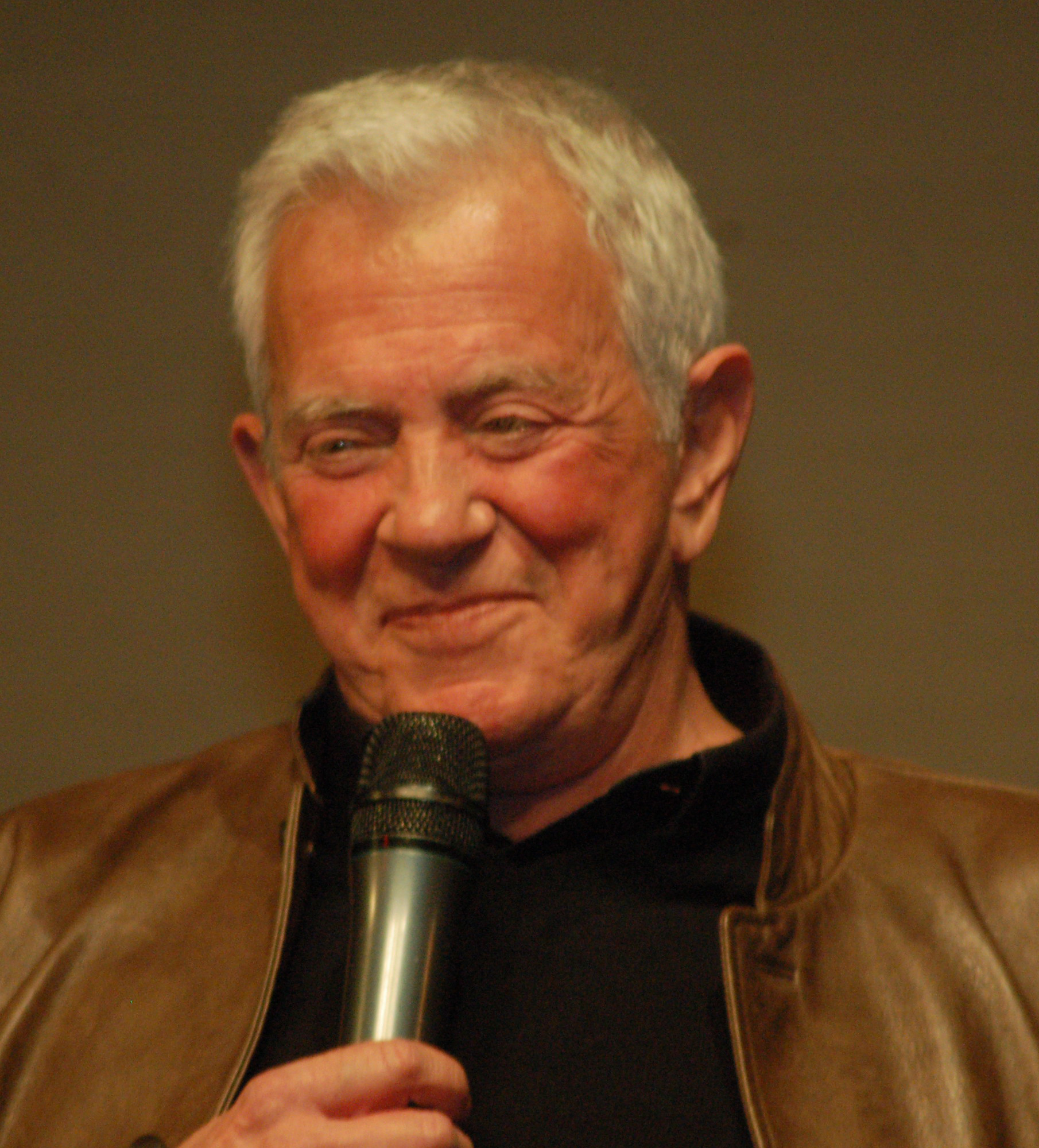
マーク・ダモン／5月12日没

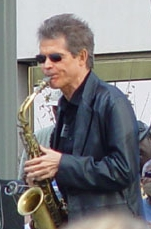
デイヴィッド・サンボーン／5月12日没

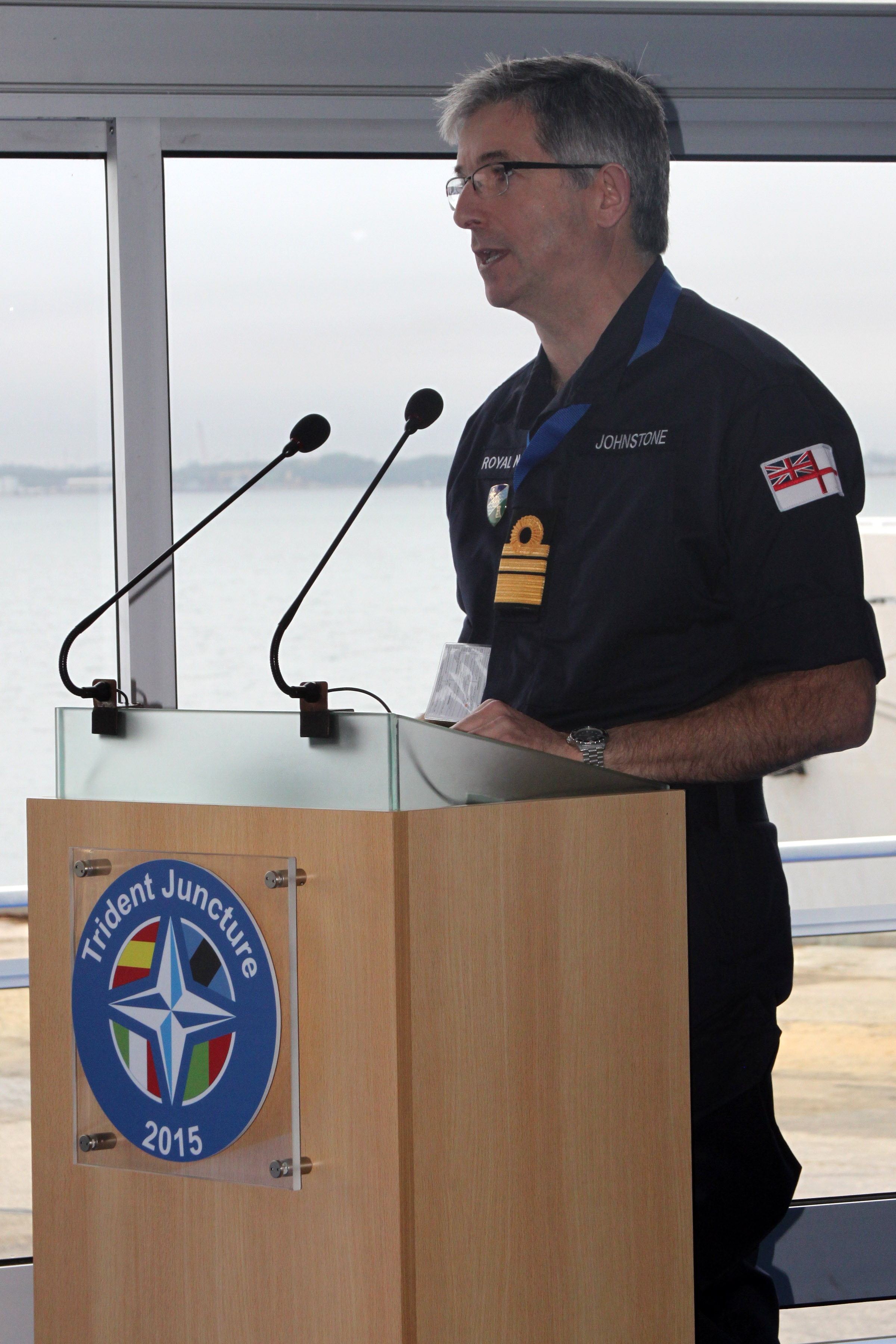
クライヴ・ジョンストン／5月13日没（訃報発表日）

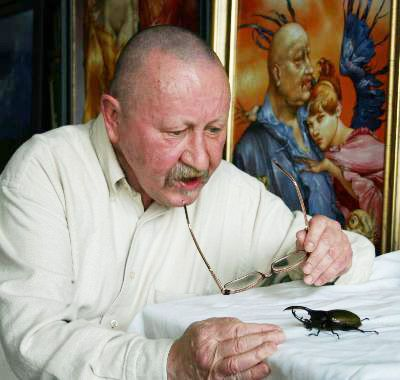
ハインツ・ツァンダー／5月15日没

- 5月1日 - 陳俊武（中国語版）、中華人民共和国の石油精製技術者（* 1927年）[1]
- 5月1日 - 貫洞哲夫、日本の地方公務員、元東京都副知事（* 1927年）[2]
- 5月1日 - ドミニク・デュピュイ（英語版）、フランスのモダンダンス・コンテンポラリーダンスの振付師、ダンサー（* 1930年）[3]
- 5月1日 - テリー・メドウィン（英語版）、イギリスの元プロサッカー選手、元ウェールズ代表（* 1932年）[4]
- 5月1日 - マイケル・ダーシー（英語版）、アイルランドの政治家、元漁業林業相・農業相、元ドイル・エアラン議員、元シャナズ・エアラン議員（* 1934年）[5]
- 5月1日 - ジョー・シップリー（英語版）、アメリカ合衆国の元プロ野球選手（* 1935年）[6]
- 5月1日 - 奥島孝康、日本の法学者、元早稲田大学総長、元日本高等学校野球連盟会長（* 1939年）[7]
- 5月1日 - ユゼフス・ペトケーヴィチス（英語版）、ソビエト連邦、ラトビアのチェスプレーヤー、指導者、グランドマスター（* 1940年）[8]
- 5月1日 - ミロスラフ・マツェク（英語版、チェコ語版）、チェコスロバキア、チェコの歯科医師、政治家、小説家、元チェコスロバキア副首相・労働社会相、元チェコスロバキア連邦議会（英語版）人民院（チェコ語版）・民族院（チェコ語版）議員【市民フォーラム・市民民主党所属】（* 1944年）[9]
- 5月1日（訃報発表日） - リチャード・タンディ（英語版）、イギリスのミュージシャン、キーボーディスト、「エレクトリック・ライト・オーケストラ」のメンバー（* 1948年）[10]
- 5月1日 - 小野員裕、日本の文筆家、料理研究家、横濱カレーミュージアム初代名誉館長（* 1959年）[11]
- 5月1日（訃報発表日） - ダニーロ・ドンチッチ（英語版）、ユーゴスラビア、セルビアの元プロサッカー選手、指導者（* 1969年）[12]
- 5月2日 - 小山内美江子、日本の脚本家（* 1930年）[13]
- 5月2日 - 西脇良一、日本の銀行家、実業家、元阪神銀行頭取、元神戸商工会議所副会頭（* 1932年）[14]
- 5月2日 - ショーケ・ディクストラ、オランダの元フィギュアスケーター、1964年冬季オリンピック金メダリスト、1960年冬季オリンピック銀メダリスト（* 1942年）[15]
- 5月2日 - 上田稔夫、日本の実業家、ファイブフォックス代表取締役会長（* 1944年）[16]
- 5月2日 - ピーター・オーステルハイス（英語版）、イギリスのプロゴルファー、ゴルフ解説者（* 1948年）[17]
- 5月2日 - ヴェルナー・ヴァインホルト（英語版）、東ドイツの亡命者、元国家人民軍兵士、ドイツの殺人犯（* 1949年）[18]
- 5月2日 - スーザン・バックナー（英語版）、アメリカ合衆国の女優（* 1952年）[19]
- 5月2日（遺体発見日） - ダリウス・モリス、アメリカ合衆国の元プロバスケットボール選手（* 1991年）[20]
- 5月2日 - A・J・ムハンマド・アリ（英語版、ベンガル語版）、バングラデシュの法律家、弁護士、元司法長官（英語版）（* 生年不明）[21][22]
- 5月3日 - 愛知和男、日本の政治家、第25代環境庁長官、第54代防衛庁長官、元衆議院議員【自由民主党・新生党・新進党所属】（* 1937年）[23]
- 5月3日 - イメリオ・マッシニャン、イタリアの元ロードサイクリスト（* 1937年）[24]
- 5月3日（訃報発表日） - ハンメル・ラースロー（英語版）、ハンガリーの射撃選手、1964年オリンピック金メダリスト、1968年オリンピック銀メダリスト（* 1942年）[25]
- 5月3日 - ヘルムート・ホヴィラー、東ドイツの柔道家（* 1943年）[26]
- 5月3日 - 宮地紀夫、日本の実業家、元宮地建設工業社長（* 1945年）[27]
- 5月3日 - 武地秀実、日本の文化人、傀儡師集団「えびすかき」の伝承者（* 1956年?）[28]
- 5月3日 - デニス・トレント（英語版、イタリア語版）、イタリアの山スキーヤー（* 1982年）[29]
- 5月3日 - 吉村たくみ、日本のアーティスト、ミュージシャン、バンド「a SO-VIVA」のボーカル（* 生年不明）[30]
- 5月4日 - 韓禎祥（中国語版）、中華人民共和国の電気工学者、元浙江大学学長（* 1930年）[31]
- 5月4日（訃報発表日） - カール・リンゲル（英語版）、ドイツの元プロサッカー選手、元ザールラント代表、元西ドイツ代表（* 1932年）[32]
- 5月4日 - 林英雄（朝鮮語版）、大韓民国の演出家、ジャーナリスト、「劇団サヌルリム」代表（* 1934年）[33]
- 5月4日 - フランク・ステラ、アメリカ合衆国の画家、彫刻家、版画家（* 1936年）[34]
- 5月4日 - 米山宏作、日本の実業家、元ヨネックス社長（* 1937年）[35]
- 5月4日 - 唐十郎、日本の劇作家、小説家、俳優（* 1940年）[36]
- 5月4日 - ダゴベルト・フォンテス（英語版）、ウルグアイの元プロサッカー選手、元同国代表（* 1943年）[37]
- 5月5日 - グロリア・ストルーク（英語版）、アメリカ合衆国の女優（* 1924年）[38]
- 5月5日 - ケネーズ・ヘカ・エテルカ、ハンガリーの作家、詩人（* 1936年）[39]
- 5月5日 - セサル・ルイス・メノッティ、アルゼンチンの元プロサッカー選手、指導者、元同国代表、元同国代表・FCバルセロナ監督（* 1938年）[40]
- 5月5日 - 勝澤要、日本の教育者、高校サッカー指導者、元熱海高等学校・掛川西高等学校・藤枝明誠高等学校校長、元清水東高等学校サッカー部監督（* 1939年）[41][42]
- 5月5日 - バーナード・ヒル、イギリスの俳優（* 1944年）[43]
- 5月5日 - ウィリー・ホナ（英語版）、ニュージーランドのミュージシャン、歌手、ギタリスト（* 1953年）[44]
- 5月5日 - 冨田幸宏、日本の政治家、神奈川県湯河原町長、元湯河原町議会議員（* 1957年）[45]
- 5月5日 - 清川栄治、日本の元プロ野球選手【広島東洋カープ・近鉄バファローズ所属】、元プロ野球コーチ（* 1961年）[46]
- 5月5日 - シモナ・ポストレロヴァー（英語版、チェコ語版）、チェコの女優（* 1964年）[47]
- 5月5日（訃報発表日） - アレクサンデル・ライヘンベルグ（英語版）、スウェーデン出身のノルウェーのプロアイスホッケー選手、元ノルウェー代表（英語版）（* 1992年）[48]
- 5月5日 - オレクサンドル・ペレシェンコ（英語版）、ウクライナの元重量挙げ選手、ウクライナ陸軍兵士（* 1994年）[49]
- 5月6日 - 木村里風子、日本の俳人（* 1923年）[50]
- 5月6日 - アンドレ・トリガノ（英語版）、フランスの実業家、政治家、元国民議会議員、元パミエ市長、元マゼール（英語版）市長（* 1925年）[51]
- 5月6日 - ベルナール・ピヴォ（英語版）、フランスのジャーナリスト、司会者、作家（* 1935年）[52]
- 5月6日 - 土本武司、日本の検察官、法学者、筑波大学名誉教授、元最高検察庁検事（* 1935年）[53]
- 5月6日 - 京極高晴、日本の実業家、神職、第10代靖国神社宮司（* 1938年）[54]
- 5月6日 - ロバート・ローガン（英語版）、アメリカ合衆国の俳優（* 1941年）[55]
- 5月6日 - ウェイランド・ホリフィールド（英語版）、アメリカ合衆国のシンガーソングライター（* 1942年）[56]
- 5月6日 - スザンナ・クベルカ（英語版）、オーストリア出身のフランスの作家（* 1942年）[57]
- 5月6日 - ジョニー・ウォーカー（英語版）、オーストラリアの元レーシングドライバー（* 1944年）[58]
- 5月6日 - イアン・ゲルダー（英語版）、イギリスの俳優（* 1949年）[59]
- 5月6日 - 菅弘典、日本のドラマー、パンク・ロックバンド「壬生狼」のメンバー（* 1968年?）[60]
- 5月7日（訃報発表日） - ビル・ホルマン（英語版）、アメリカ合衆国のサクソフォーン奏者、ジャズ音楽の編曲家、作曲家（* 1927年）[61]
- 5月7日 - 金己男、朝鮮民主主義人民共和国の政治家、元朝鮮労働党中央委員会副委員長、元朝鮮労働党宣伝扇動部長・宣伝担当書記（* 1929年）[62]
- 5月7日 - 長谷川武彦、日本の技術者、実業家、元ヤマハ発動機社長（* 1931年）[63]
- 5月7日 - 伊志嶺亮、日本の医師、文化人、政治家、元沖縄県平良市長・宮古島市長（* 1933年）[64]
- 5月7日（訃報発表日） - ジュディ・ハッシュマン（英語版）、イギリス、アメリカ合衆国の元バドミントン選手（* 1935年）[65]
- 5月7日 - ナム・ソックン（朝鮮語版）、大韓民国の俳優、映画監督、歌手（* 1939年）[66]
- 5月7日 - 新垣安雄、日本の造形美術家（* 1942年）[67]
- 5月7日 - スティーヴ・アルビニ、アメリカ合衆国のインディー・ロック・ミュージシャン、音楽プロデューサー、音響技術者、「シェラック」「ビッグ・ブラック」のメンバー（* 1962年）[68]
- 5月7日 - 小宮守、日本のラッパー、「COCKROACHEEE'z」「JMR」のメンバー（* 生年不明）[69]
- 5月8日 - ピート・マックロスキー（英語版）、アメリカ合衆国の政治家、元下院議員（* 1927年）[70]
- 5月8日 - 佐々木吉夫、日本の実業家、福さ屋創業者（* 1933年）[71]
- 5月8日 - ジョヴァンナ・マリーニ（英語版）、イタリアの作曲家、歌手、民族音楽学者（* 1937年）[72]
- 5月8日 - 中野勘治、日本の実業家、元三菱食品会長、元菱食代表取締役社長、元アールワイフードサービス社長（* 1939年）[73]
- 5月8日 - ジョン・バーベイタ（英語版）、アメリカ合衆国のドラマー、「ジェファーソン・エアプレイン」「ジェファーソン・スターシップ」の元メンバー（* 1945年）[74]
- 5月8日（訃報発表日） - ヴィヴ・バズビー（英語版）、イギリスの元プロサッカー選手、指導者（* 1949年）[75]
- 5月8日 - クリス・キャノン（英語版）、アメリカ合衆国の政治家、元下院議員（* 1950年）[76]
- 5月8日 - 棚網基己、日本の実業家、元幻冬舎会長（* 1950年）[77]
- 5月8日 - ラモン・フォンセカ・モーラ（英語版）、パナマの弁護士、作家、モサック・フォンセカの創業者（* 1952年）[78]
- 5月8日 - 柳宣宏、日本の歌人（* 1953年）[79]
- 5月8日 - コンラード・ケリー（英語版）、ジャマイカ出身のイギリスのドラマー、「スティール・パルズ」の元メンバー（* 1959年?）[80]
- 5月8日 - アート・ジマーソン、アメリカ合衆国のプロボクサー、武道家（* 1963年）[81]
- 5月8日（訃報発表日） - ポール・ホームズ（英語版）、イギリスの元プロサッカー選手（* 1968年）[82]
- 5月8日 - 原田ゆうじ、日本の漫画家（* 生年不明）[83]
- 5月9日 - ロジャー・コーマン、アメリカ合衆国の映画プロデューサー、映画監督（* 1926年）[84]
- 5月9日 - 仲本とみ、日本のろう教育者、元沖縄県立北城ろう学校教員、元ひめゆり学徒（* 1926年?）[85]
- 5月9日 - イヴァン・イヴァニー（英語版）、ユーゴスラビア、セルビアの作家（* 1929年）[86]
- 5月9日 - ノニー・ホグローギアン、アメリカ合衆国のイラストレーター、作家（* 1932年）[87]
- 5月9日 - トイニ・ポイスチ、フィンランドの元クロスカントリースキー選手、1960年・1964年冬季オリンピック銅メダリスト（* 1933年）[88]
- 5月9日 - 白以龍（中国語版）、中華人民共和国の物理学者、爆発力学・固体力学・非線形力学の研究者、元中国科学院力学研究所副所長（* 1940年）[89]
- 5月9日 - 宮崎俊一、日本の生理学者、医学者、東京女子医科大学名誉教授（* 1941年）[90]
- 5月9日（訃報発表日） - コリーン・バレット（英語版）、アメリカ合衆国の経営者、サウスウエスト航空名誉会長（* 1944年）[91]
- 5月9日 - バズ・スティーヴン（英語版）、アメリカ合衆国の元プロ野球選手（* 1944年）[92]
- 5月9日 - フィリップ・タグ、イギリスの音楽学者（* 1944年）[93]
- 5月9日 - バリー・アクセルロッド（英語版）、アメリカ合衆国の弁護士、スポーツエージェント（* 1946年）[94]
- 5月9日 - ジェームズ・グレゴリー（英語版）、アメリカ合衆国のコメディアン（* 1946年）[95]
- 5月9日 - デニス・トンプソン（英語版）、アメリカ合衆国のドラマー、「MC5」のメンバー（* 1948年）[96]
- 5月9日 - イヴォン・モクゴロ（英語版）、南アフリカ共和国の法学者、元憲法裁判所（英語版）裁判官（* 1950年）[97]
- 5月9日 - ダディ竹千代（加治木剛）、日本のミュージシャン、音楽プロデューサー、ラジオパーソナリティ（* 1953年）[98]
- 5月9日 - ラリー・ポランスキー、アメリカ合衆国の作曲家、音楽理論家、元カリフォルニア大学サンタクルーズ校教授、ダートマス大学名誉教授（* 1954年）[99]
- 5月9日 - イブラヒム・ババンギダ、ナイジェリアの元プロサッカー選手（* 1976年）[100]
- 5月9日（訃報発表日） - コリー・ウィリアムズ（英語版）、アメリカ合衆国の元プロバスケットボール選手（* 1977年）[101]
- 5月9日 - ショーン・バロウズ（英語版）、アメリカ合衆国の元プロ野球選手、2000年オリンピック金メダリスト（* 1980年）[102]
- 5月9日 - 福田倫也、日本の政治家、奈良県議会議員、元橿原市議会議員【日本維新の会所属】（* 1982年）[103]
- 5月10日 - 清滝一也、日本の銀行家、元池田銀行頭取（* 1924年）[104]
- 5月10日 - 新宮康男、日本の実業家、元住友金属工業社長、元関西経済連合会会長、元関西経済同友会代表幹事（* 1926年）[105]
- 5月10日 - 前田昌美、日本の実業家、サン電子創業者（* 1933年）[106]
- 5月10日 - ヒュー・エドワーズ、オーストラリアの潜水士、トレジャーハンター、作家、海洋史・サメの専門家（* 1933年）[107]
- 5月10日 - リチャード・マクルーア（英語版）、カナダの元ボート競技選手、指導者、1956年オリンピック銀メダリスト（* 1935年）[108]
- 5月10日 - ジェームズ・シモンズ、アメリカ合衆国の数学者、投資家、慈善家、ヘッジファンドマネージャー、ルネサンス・テクノロジーズ（英語版）の創業者（* 1938年）[109]
- 5月10日 - ジム・ピーターソン（英語版）、カナダの政治家、元国際貿易相、元庶民院議員（* 1941年）[110]
- 5月10日 - ブルース・マッカビー（英語版）、アメリカ合衆国の物理学者、光学・UFO研究者、作家（* 1942年）[111]
- 5月10日 - 大西勲、日本の漆芸家、人間国宝（* 1944年）[112]
- 5月10日 - 近藤勝重、日本のジャーナリスト、編集者、コラムニスト、毎日新聞客員編集委員・元論説委員、元『サンデー毎日』編集長 （* 1945年）[113]
- 5月10日 - ムタン・タガル（英語版）、マレーシアの政治家、元老院議員・議長、元代議院議員（* 1954年）[114]
- 5月10日 - 玄済勲（朝鮮語版）、大韓民国のジャーナリスト、元済州文化放送報道局長（* 1970年）[115]
- 5月11日 - 丁芒（中国語版）、中華人民共和国の現代詩の詩人、作家、文芸評論家、散文家、書家（* 1925年）[116]
- 5月11日 - メアリー・ウェルズ・ローレンス（英語版）、アメリカ合衆国の実業家、広告代理店経営者（* 1928年）[117]
- 5月11日 - ジョン・アダムズ・ウィッカム、アメリカ合衆国の陸軍軍人、アメリカ陸軍大将、元アメリカ陸軍参謀総長、元在韓国連軍司令部・米韓連合司令部司令官（* 1928年）[118]
- 5月11日（訃報発表日） - メアリー・バノッティ（英語版）、アイルランドの政治家、元欧州議会議員（* 1939年）[119]
- 5月11日 - 青木桂生、日本の実業家、薬剤師、クスリのアオキ創業者（* 1942年）[120]
- 5月11日 - 鄭暢泳（朝鮮語版）、大韓民国の経済学者、元延世大学校総長（* 1943年）[121]
- 5月11日 - スルジット・パタル（英語版）、インドの詩人（* 1945年）[122]
- 5月11日（訃報発表日） - ロン・エリス（英語版）、カナダの元プロアイスホッケー選手【トロント・メープルリーフス所属】、元同国代表（* 1945年）[123]
- 5月11日 - スーザン・バックリニー、アメリカ合衆国の女優（* 1946年）[124]
- 5月11日 - フアン・マリア・トラベルソ（英語版、スペイン語版）、アルゼンチンの元カーレーサー（* 1950年）[125]
- 5月11日 - ジョエル・ボジャンドル（英語版、フランス語版）、フランスの政治家、元国民議会議員、元カペステール＝ベル＝オー（英語版）市長（* 1950年）[126]
- 5月11日 - ケヴィン・ブロフィー（英語版）、アメリカ合衆国の俳優（* 1953年）[127]
- 5月11日 - 松尾一郎、日本の実業家、出光タンカー社長（* 1963年?）[128]
- 5月12日 - キューノ・バラガン（英語版）、アメリカ合衆国の元プロ野球選手（* 1932年）[129]
- 5月12日 - マーク・ダモン、アメリカ合衆国の映画プロデューサー、俳優（* 1933年）[130]
- 5月12日（訃報発表日） - ハビエル・マンテローラ（英語版、スペイン語版）、スペインの土木技術者、橋梁工学者（* 1936年）[131]
- 5月12日 - 永井鞆江、日本の人間文化学者、松山東雲女子大学名誉教授（* 1936年?）[132]
- 5月12日 - デイヴィッド・サンボーン、アメリカ合衆国のスムーズジャズ・サクソフォーン奏者（* 1945年）[133]
- 5月12日 - イーゴリ・スィソエフ（英語版）、ロシアのトライアスリート（* 1980年）[134]
- 5月12日 - くぅ、日本のミュージシャン、「NEE」のボーカリスト・ギタリスト（* 1999年）[135]
- 5月13日（訃報発表日） - エフゲニー・ブラゴ（英語版）、ソビエト連邦、ロシアのボート競技選手、1952年オリンピック銀メダリスト（* 1929年）[136]
- 5月13日 - リュシアン・ミアス（英語版、フランス語版）、フランスの老年医学者、元ラグビーユニオン選手、元同国代表（* 1930年）[137]
- 5月13日 - シリル・ウェッチト（英語版）、アメリカ合衆国の法医病理学者（* 1931年）[138]
- 5月13日 - アリス・マンロー、カナダの作家、2013年ノーベル文学賞受賞者（* 1931年）[139]
- 5月13日 - 稲川素子、日本の実業家、稲川素子事務所社長（* 1934年）[140]
- 5月13日 - クリスチャン・エスクーデ（英語版）、フランスのジプシー・スウィング・ギタリスト（* 1947年）[141]
- 5月13日 - スシル・クマール・モディ（英語版）、インドの政治家、ラージヤ・サバー議員、元ローク・サバー議員、元ビハール州副首相（* 1952年）[142]
- 5月13日 - ビルバラ・ラバ（英語版、アッサム語版）、インドの人権活動家（* 1954年）[143]
- 5月13日（訃報発表日） - クライヴ・ジョンストン、イギリスの海軍軍人（* 1963年）[144]
- 5月13日 - トニー・マクファー（wikidata）、アメリカ合衆国のスタントマン（* 1976年）[145]
- 5月13日 - 染井吉乃、日本の小説家（* 生年不明）[146]
- 5月13日 - タラル・アブ・ザリファ（英語版）、パレスチナ国の政治活動家、パレスチナ解放民主戦線政治局員（* 生年不明）[147]
- 5月14日 - 張奭鎮（朝鮮語版）、大韓民国の言語学者、ソウル大学校名誉教授（* 1929年）[148]
- 5月14日 - キダ・タロー、日本の作曲家（* 1930年）[149]
- 5月14日 - 足立秀夫、日本の実業家、元大須演芸場席亭（* 1934年）[150]
- 5月14日 - ジミー・ジェームス（英語版）、ジャマイカ出身のイギリスのソウル・シンガー（* 1940年）[151]
- 5月14日（訃報発表日） - パトリック・ニーラン（英語版）、オーストラリアのフィールドホッケー選手、1968年オリンピック銀メダリスト、1964年オリンピック銅メダリスト（* 1941年）[152]
- 5月14日 - 猪飼隆明、日本の歴史学者、大阪大学名誉教授（* 1944年）[153]
- 5月14日 - エドガル・アラルコン（英語版、スペイン語版）、ペルーの政治家、元監査総長、元共和国議会議員（* 1961年）[154]
- 5月14日 - ファビアン・カンセラリッチ（英語版、スペイン語版）、アルゼンチンの元プロサッカー選手、元同国代表（* 1965年）[155]
- 5月14日 - ネティポーン・サネーサンコム（英語版）、タイの政治活動家（* 1995年または1996年）[156]
- 5月15日 - カムラ・ベニワル（英語版）、インドの政治家、元ミゾラム州・グジャラート州・トリプラ州知事、元ラージャスターン州副首相（* 1927年）[157]
- 5月15日 - 中島悠爾、日本のドイツ文学者、獨協大学名誉教授（* 1930年）[158]
- 5月15日 - 荻野五郎、日本の実業家、元ミネベア社長（* 1930年）[159]
- 5月15日 - 勝原敏文、日本の実業家、元木村化工機社長（* 1931年?）[160]
- 5月15日 - 林駒夫（英語版）、日本の人形作家、人間国宝（* 1936年）[161]
- 5月15日 - ハインツ・ツァンダー、ドイツの画家（* 1939年）[162]
- 5月15日 - パトリック・ムナールト（オランダ語版）、ベルギーの政治家、元ブルッヘ市長（* 1949年）[163]
- 5月15日 - ヒシャーム・アラファート（英語版）、エジプトの政治家、元運輸相（* 1964年または1965年）[164]
- 5月15日 - 山本海人、日本のデザイナー（* 1983年?）[165]

## 16日 - 31日

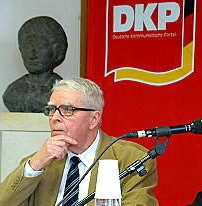
ディーター・フリーリングハウス／5月16日没

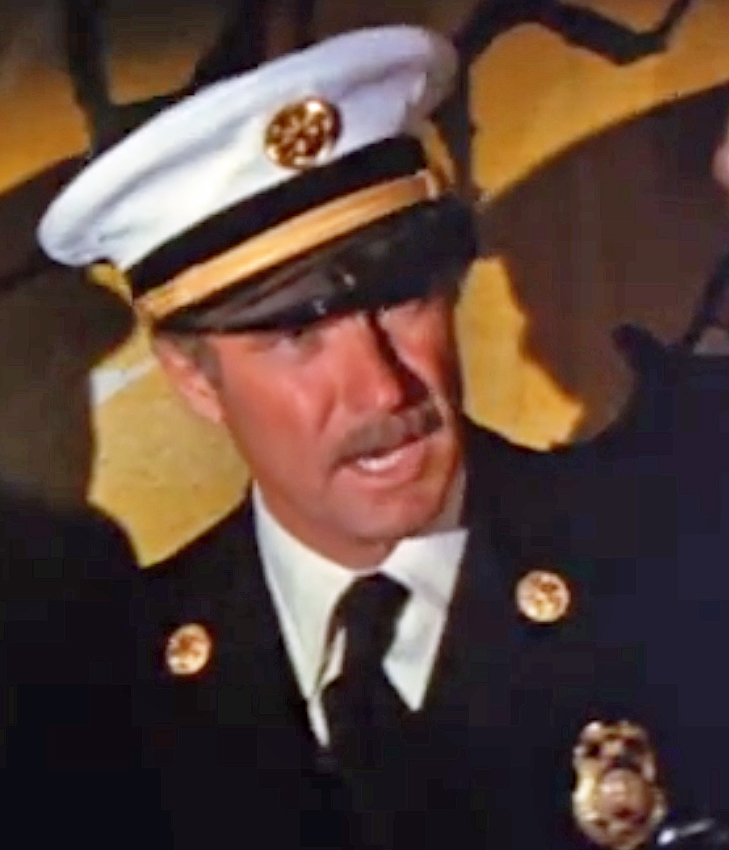
ダブニー・コールマン／5月16日没

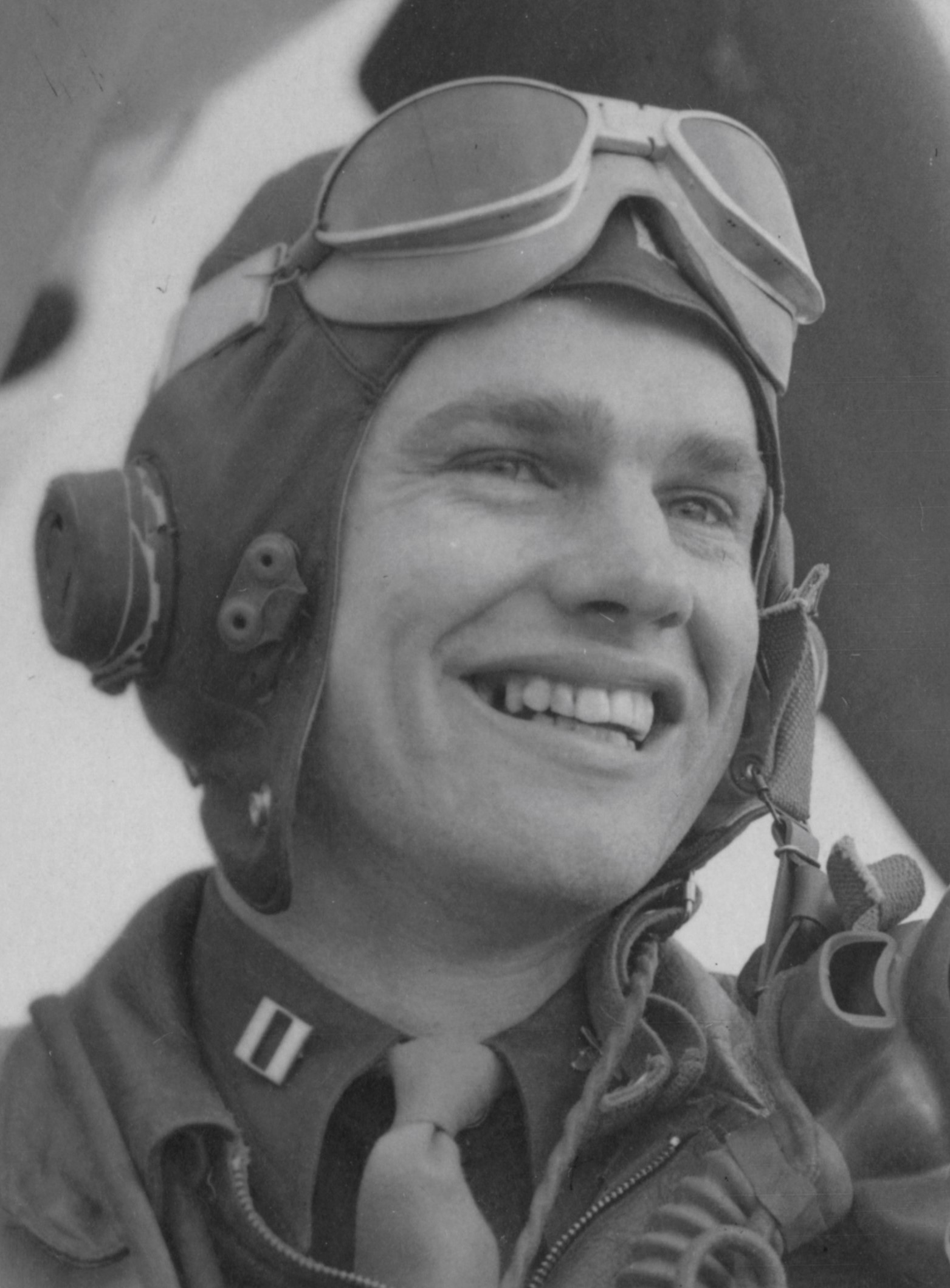
バド・アンダーソン／5月17日没

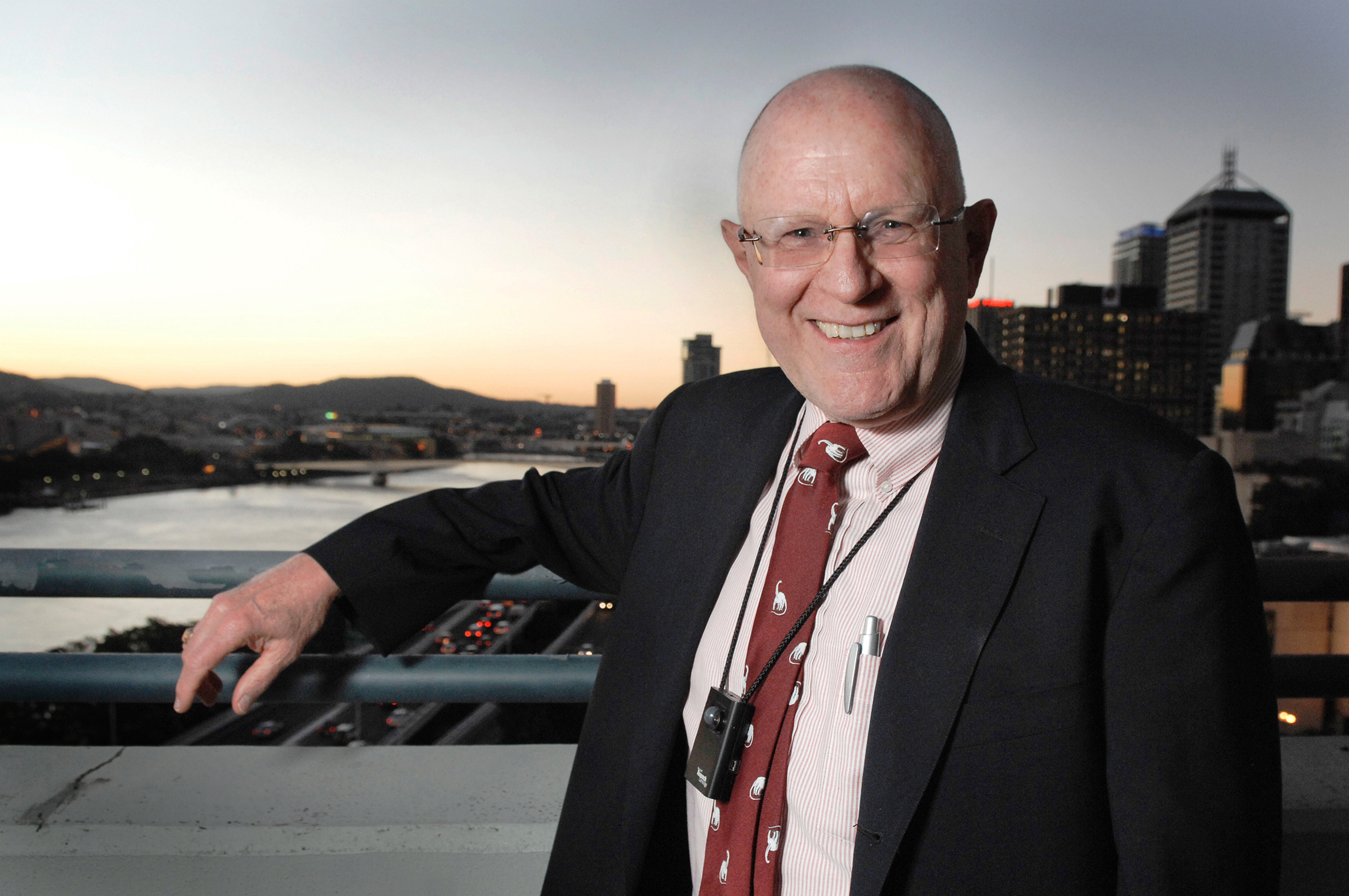
ゴードン・ベル／5月17日没

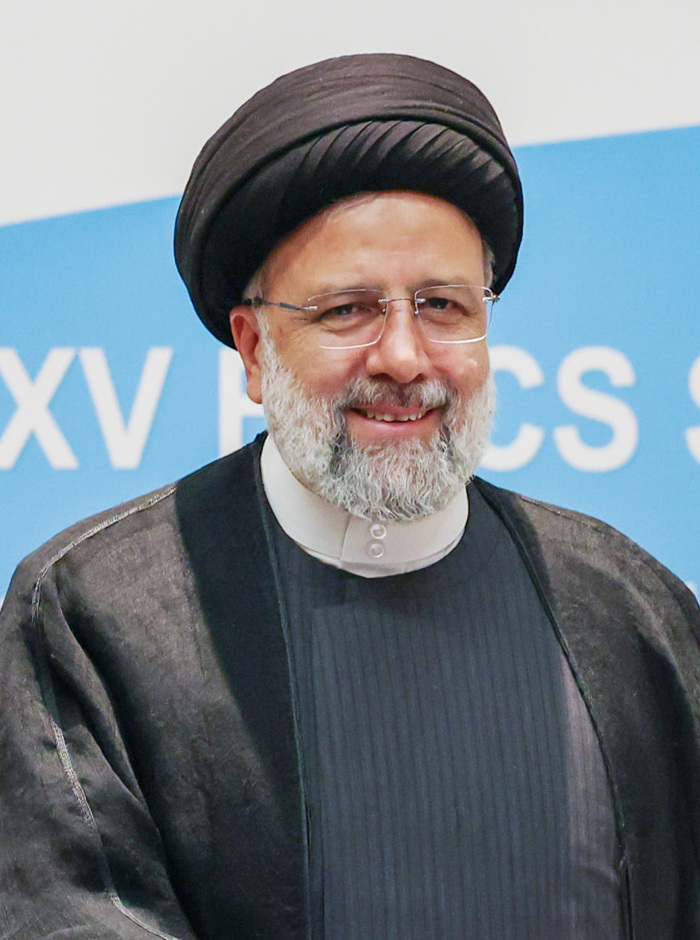
エブラーヒーム・ライースィー／5月19日没

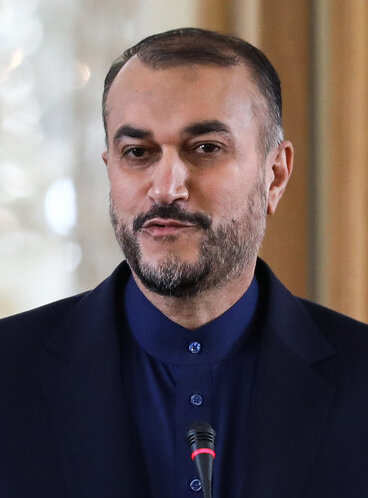
ホセイン・アミールアブドッラーヒヤーン／5月19日没

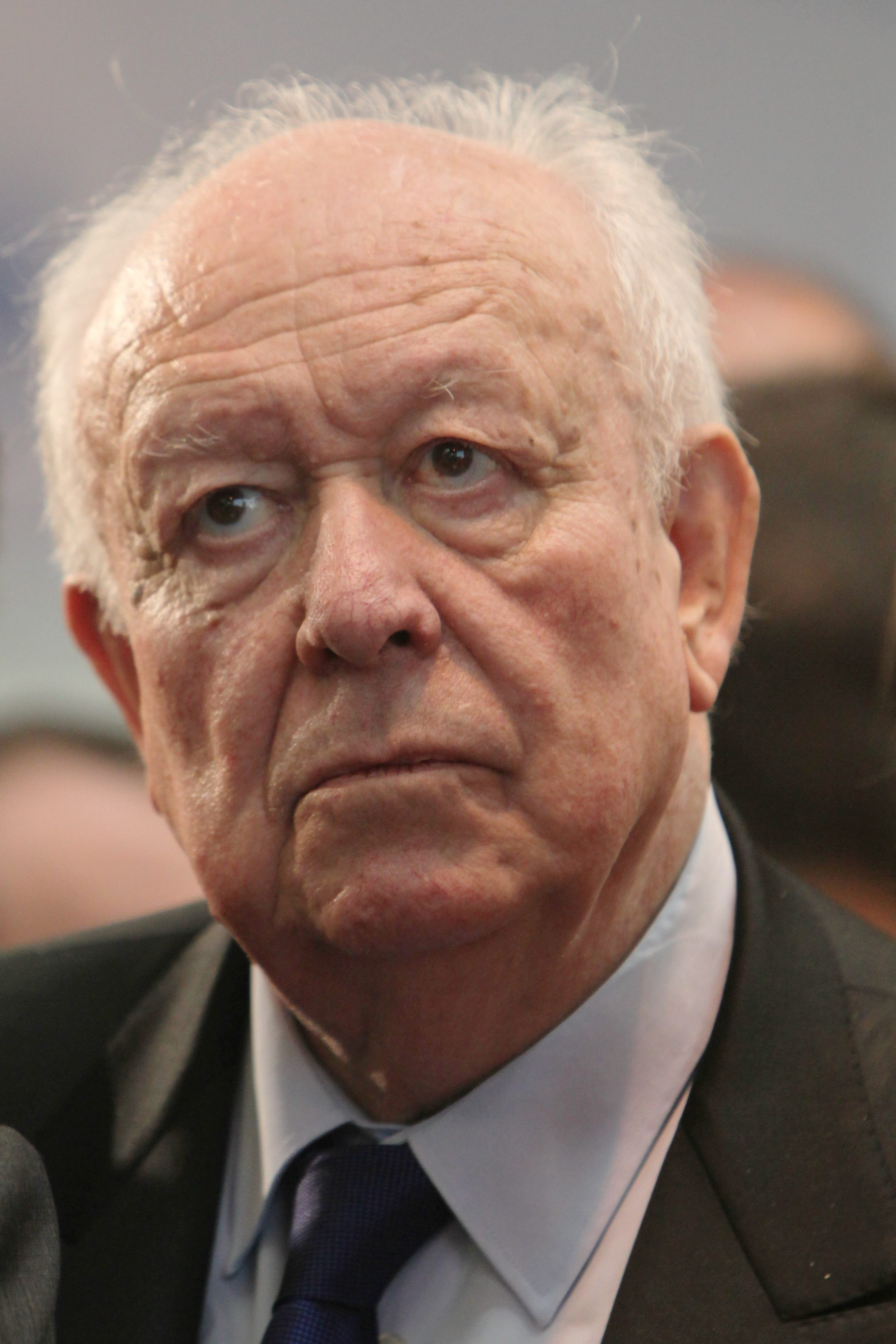
ジャン＝クロード・ゴーダン／5月20日没

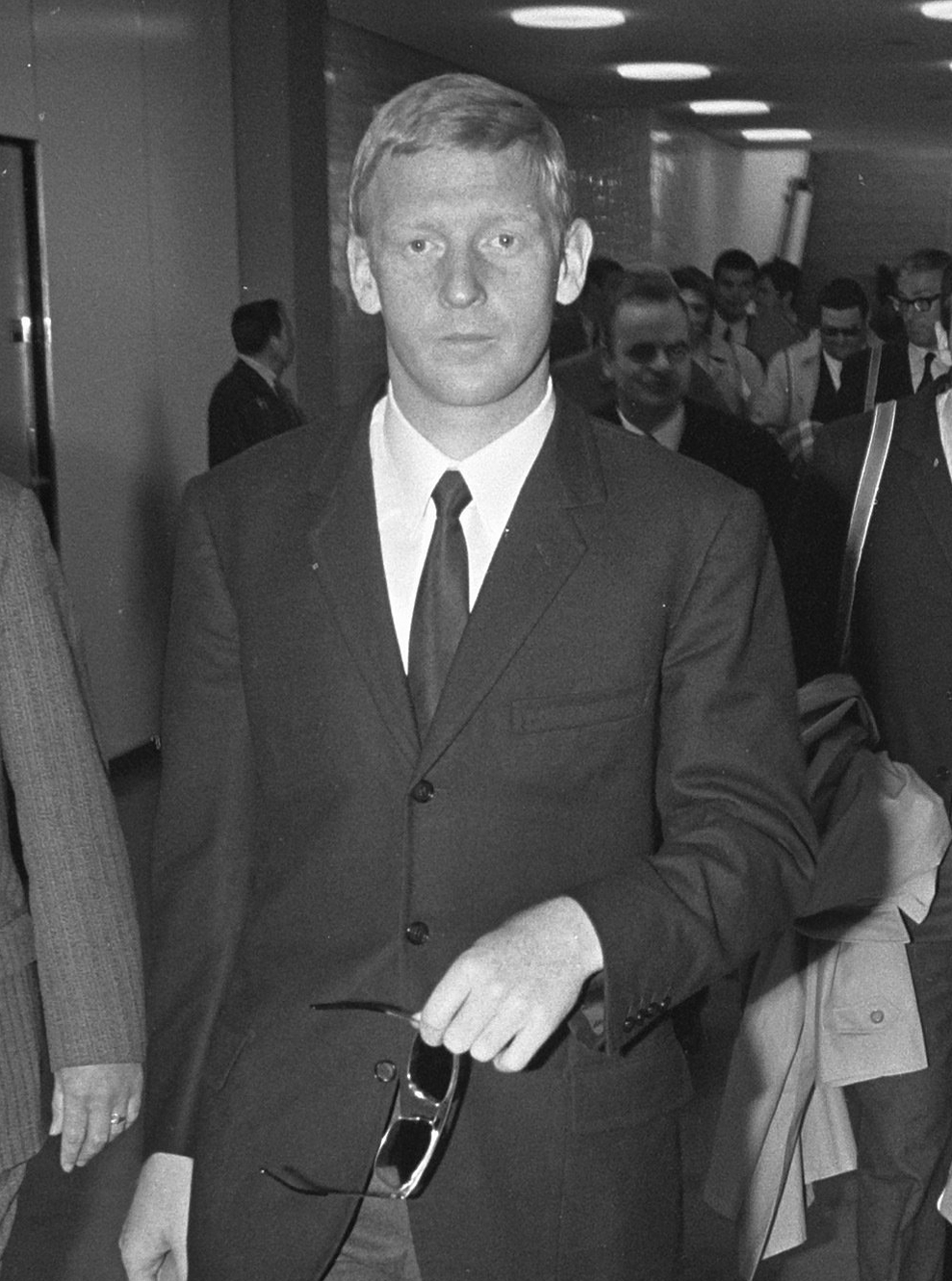
カール＝ハインツ・シュネリンガー／5月20日没

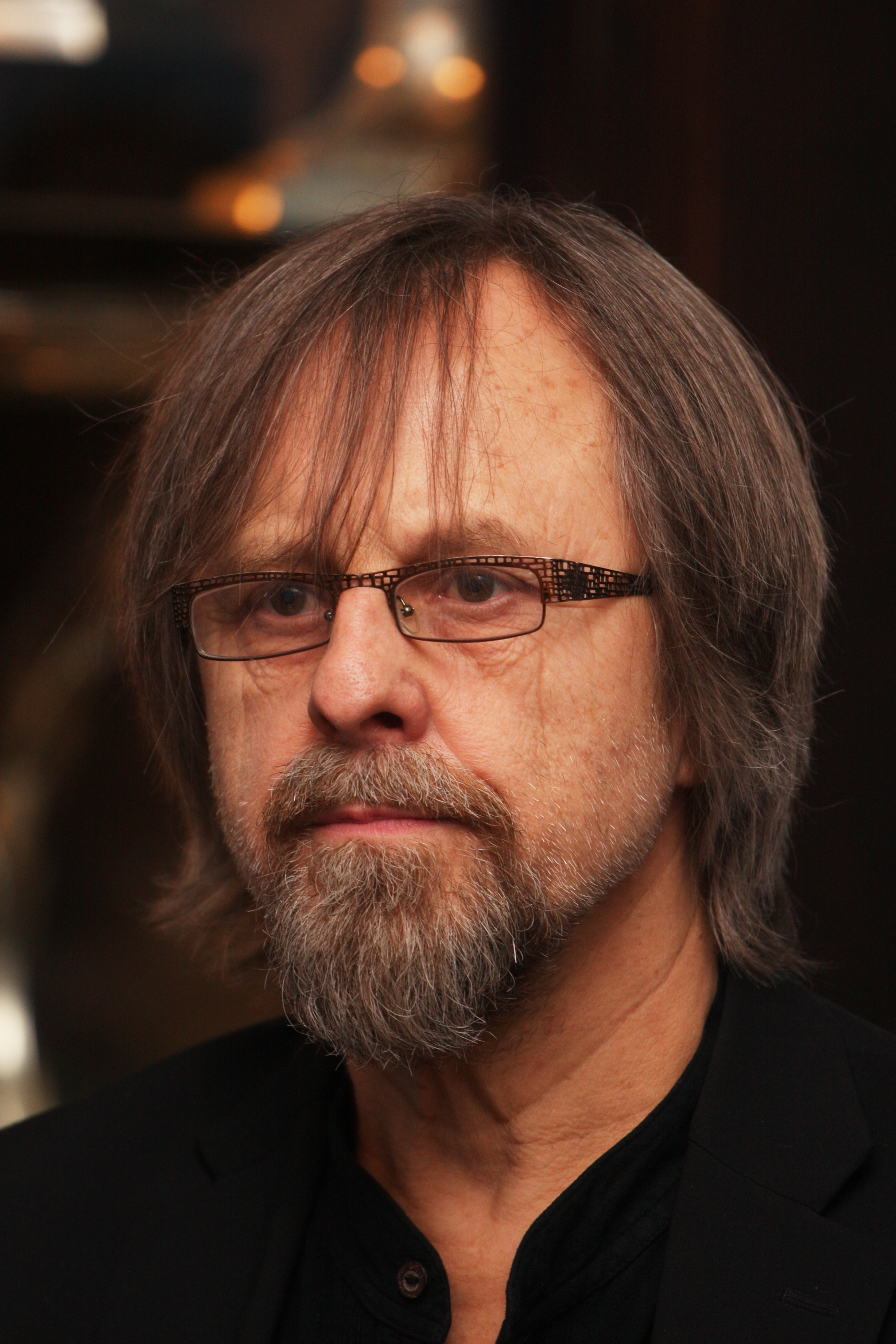
ヤン・A・P・カチュマレク／5月21日没

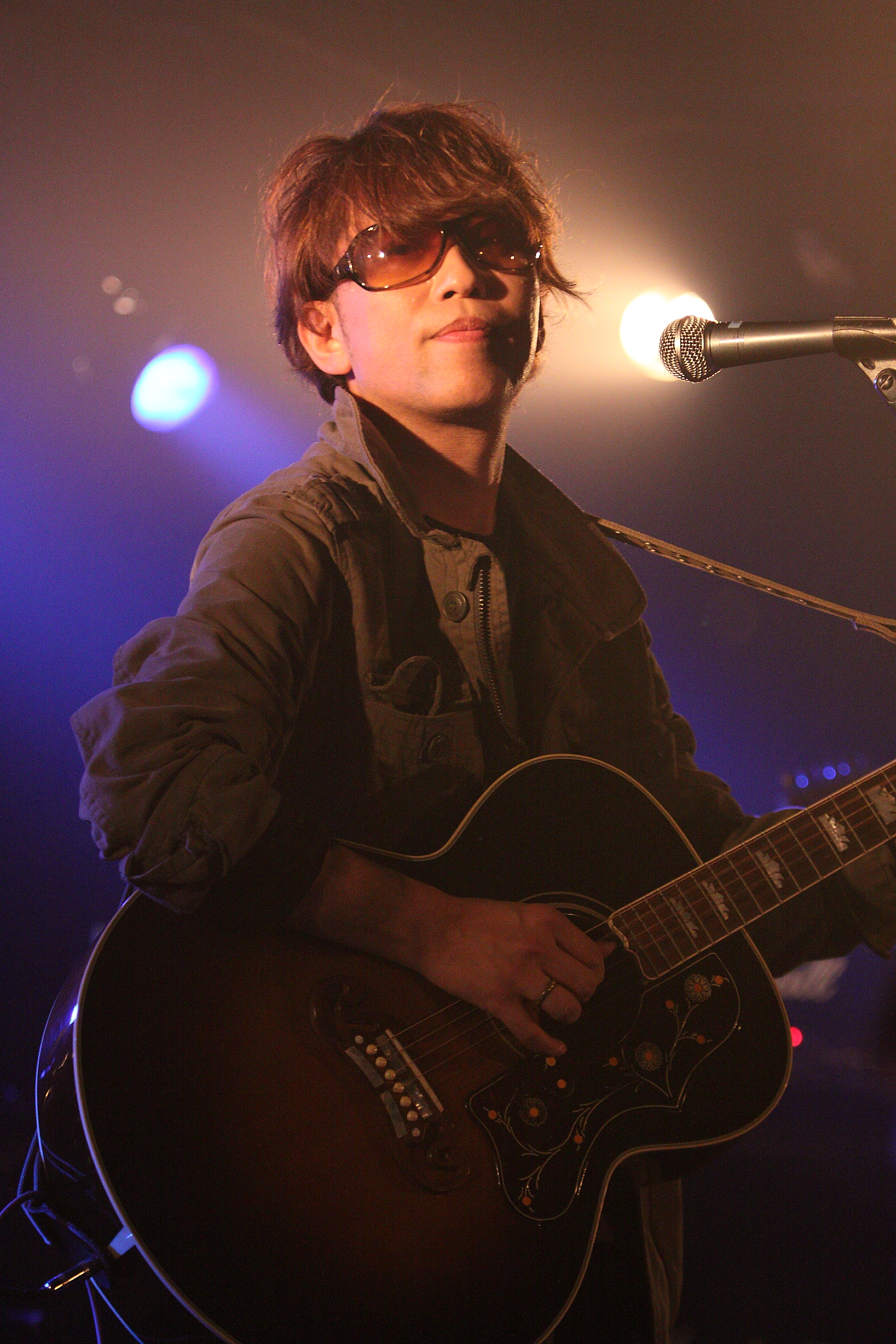
YASS／5月21日没

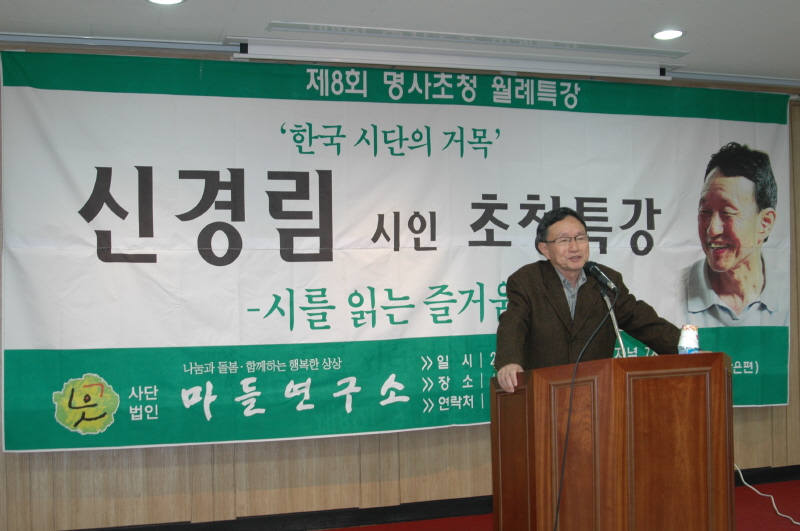
申庚林／5月22日没

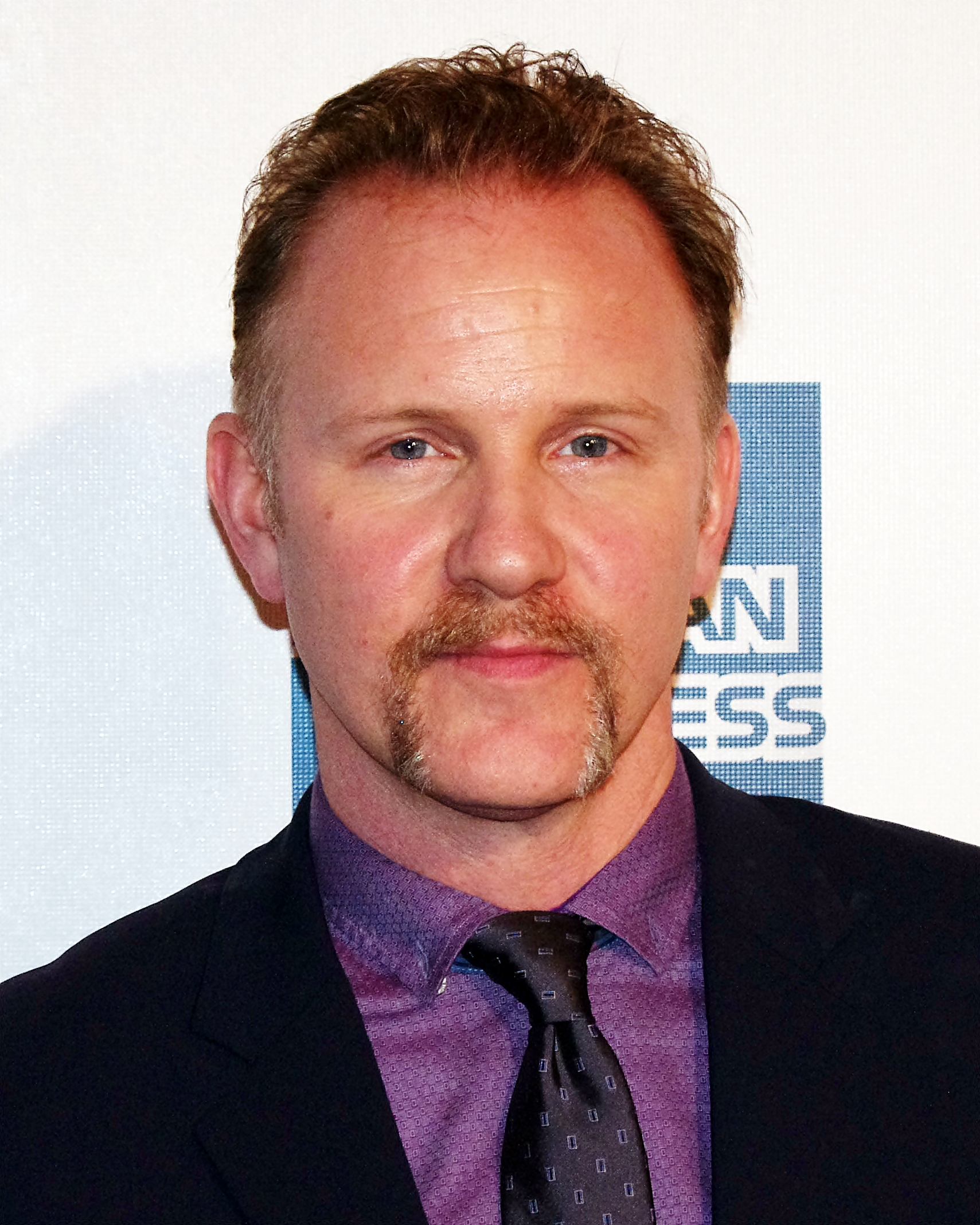
モーガン・スパーロック／5月23日没

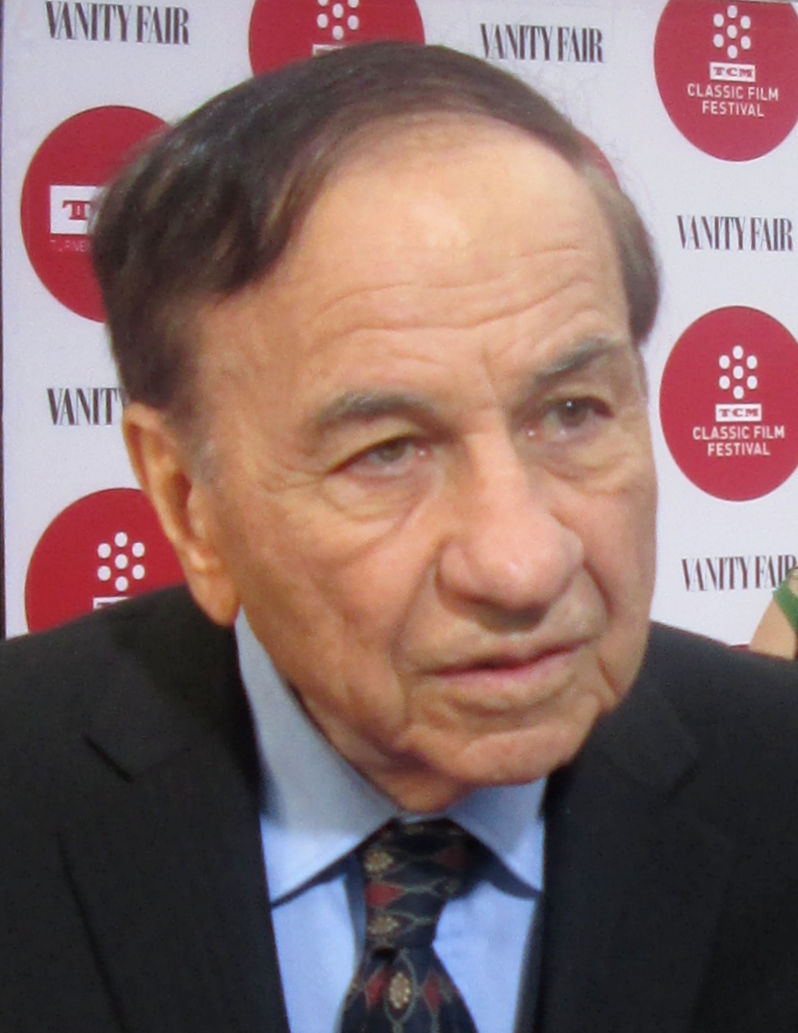
リチャード・シャーマン／5月25日没

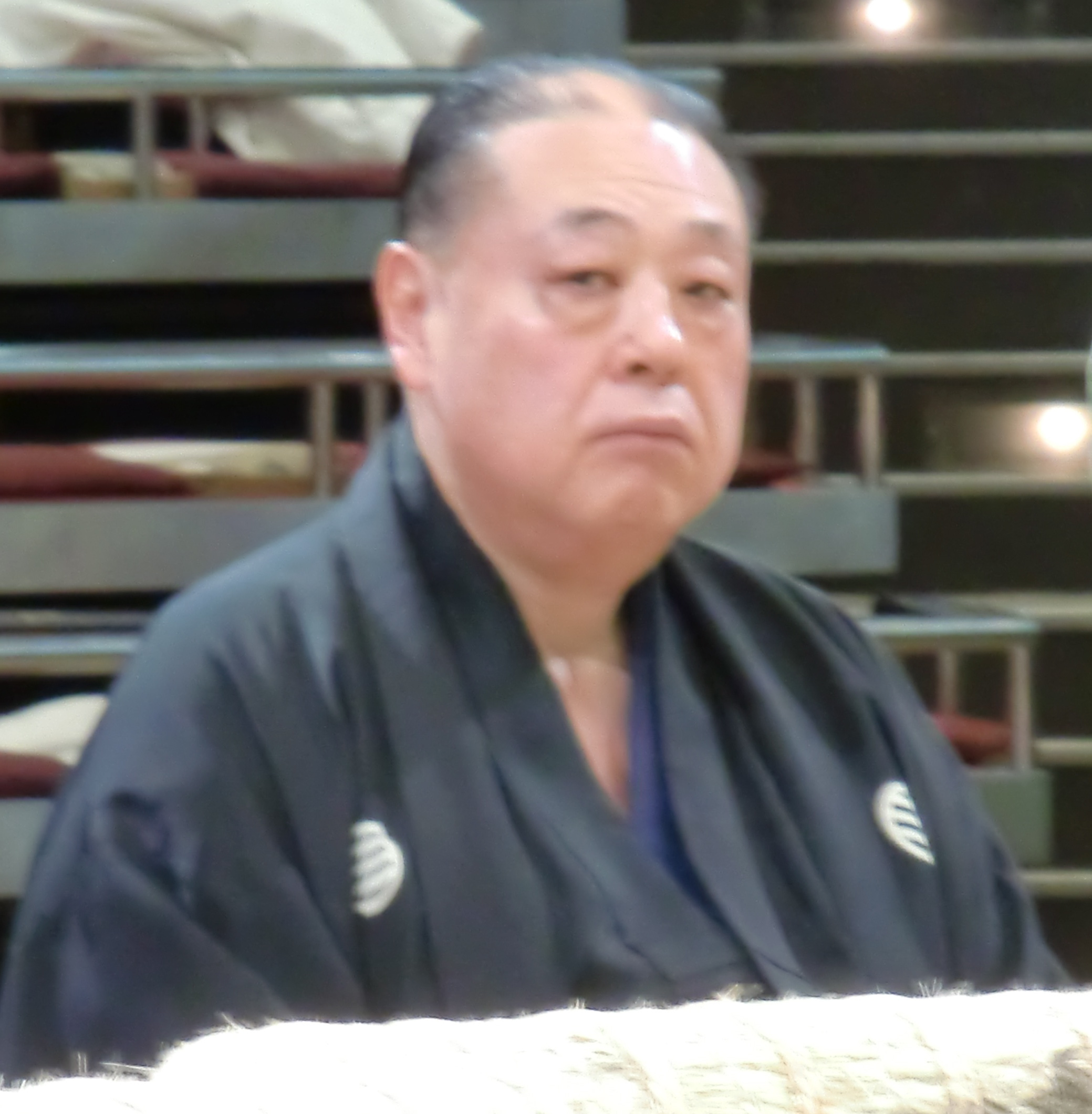
大潮憲司／5月25日没

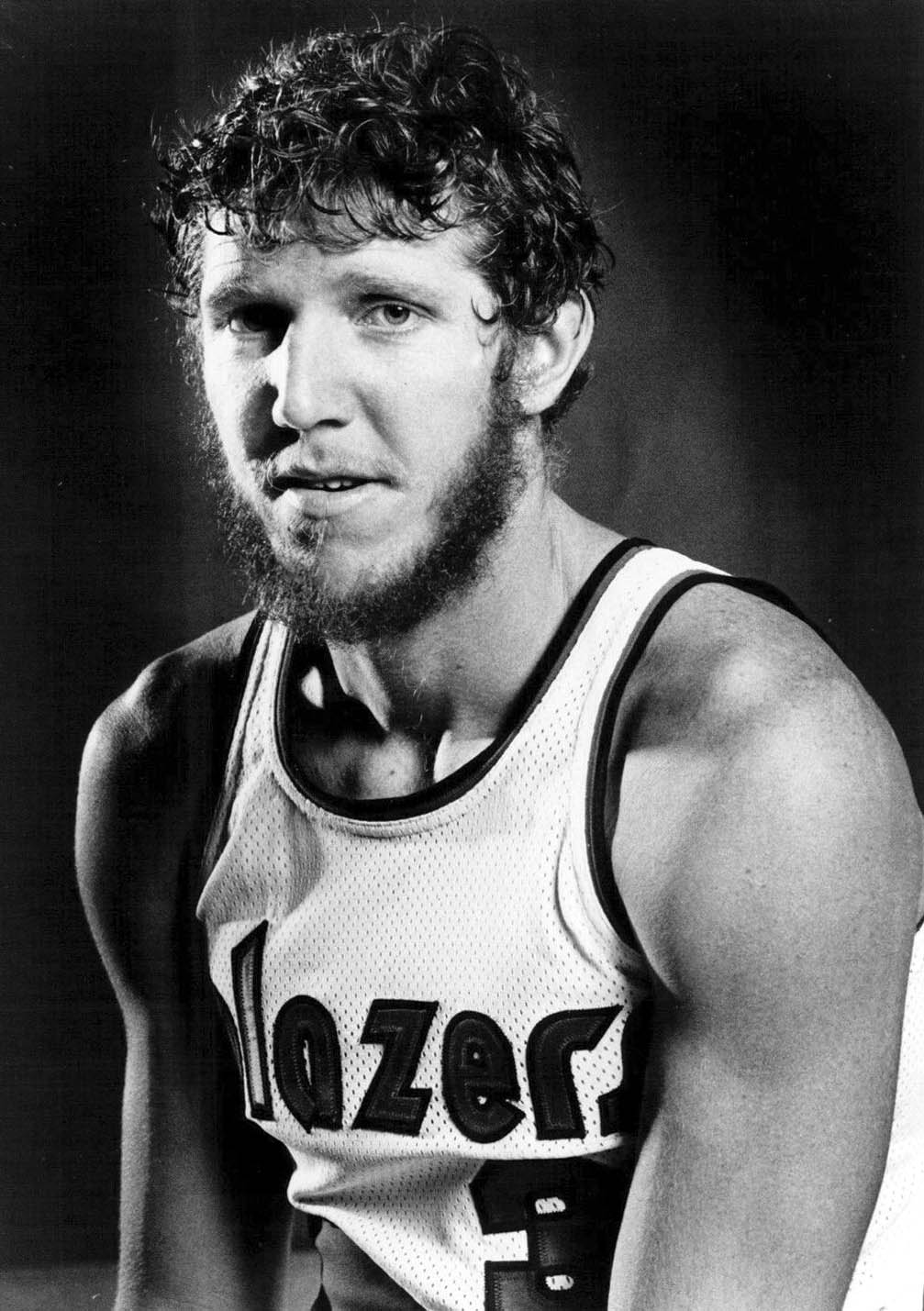
ビル・ウォルトン／5月27日没

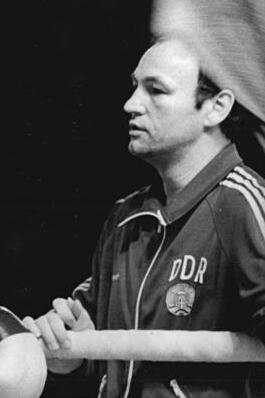
マンフレート・ヴォルケ／5月29日没

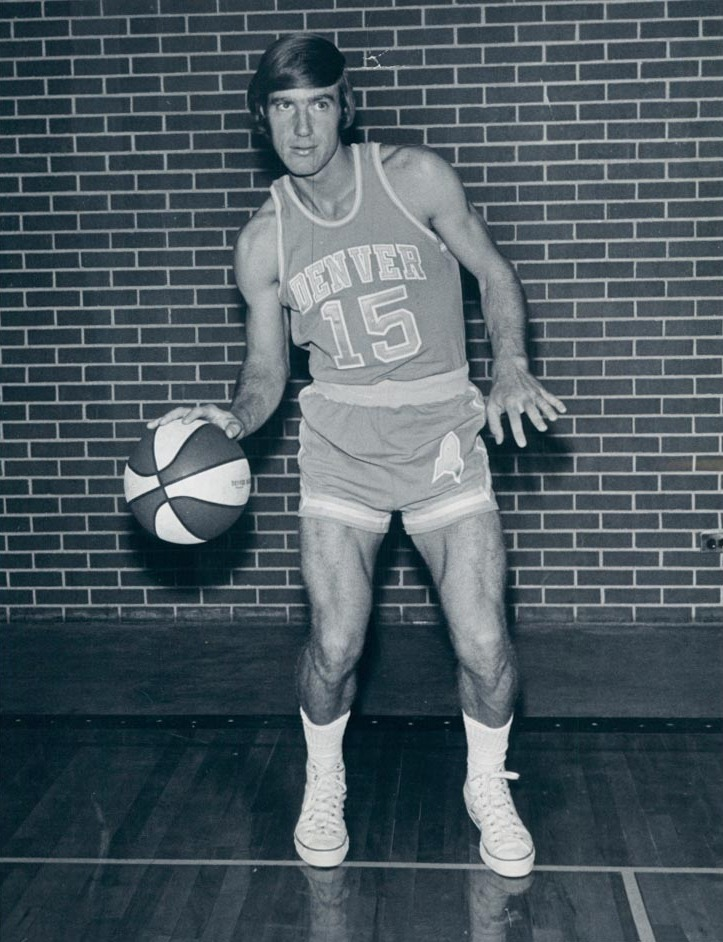
ラリー・キャノン／5月29日没

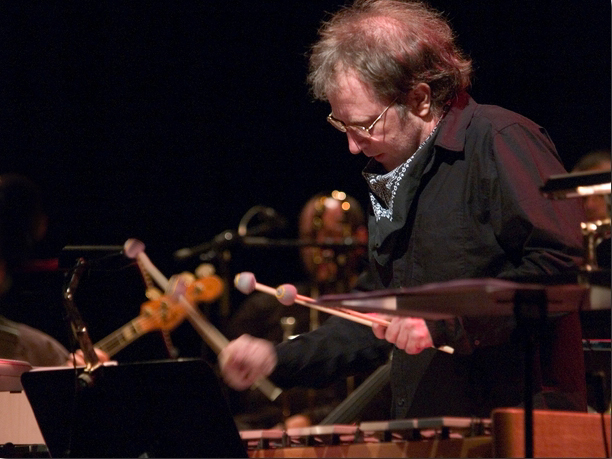
エド・マン／5月31日没

- 5月16日 - 弥勒祐徳、日本の画家（* 1919年）[166]
- 5月16日 - 浜本不二夫、日本の実業家、元ヨータイ社長（* 1926年?）[167]
- 5月16日 - ディーター・フリーリングハウス、ドイツのプロテスタントの聖職者、改革派の牧師（* 1928年）[168]
- 5月16日 - 井川徳道、日本の美術デザイナー（* 1929年）[169]
- 5月16日 - 藤森賢一、日本のアマチュア天文家（* 1930年）[170]
- 5月16日 - ダブニー・コールマン、アメリカ合衆国の俳優（* 1932年）[171]
- 5月16日 - 朴明緒（朝鮮語版）、大韓民国の政治家、元国会議員、京畿大学校名誉教授（* 1938年）[172]
- 5月16日 - ダルマパール・バルシング・タパ（英語版）、ネパールの陸軍軍人、元ネパール陸軍（英語版）参謀総長（* 1939年）[173]
- 5月16日（訃報発表日） - バリー・ケンプ（英語版）、イギリスの考古学者、エジプト学者、ケンブリッジ大学名誉教授（* 1940年）[174]
- 5月16日 - ジェームズ・アワー、アメリカ合衆国の元海軍軍人、元アメリカ国防総省安全保障局日本部長、ヴァンダービルト大学名誉教授（* 1941年）[175]
- 5月16日 - 中尾彬、日本の俳優、タレント（* 1942年）[176][177]
- 5月16日 - 渡邉惠夫、日本の実業家、元ブリヂストン社長（* 1942年）[178]
- 5月16日 - カルメン・ベレンゲル（英語版）、チリの詩人（* 1946年）[179]
- 5月16日 - ケン・ガードナー（英語版）、アメリカ合衆国の元バスケットボール選手（* 1949年）[180][181]
- 5月16日 - エディ・ゴッセージ（英語版）、アメリカ合衆国の実業家、モータースポーツ・プロモーター、元テキサス・モーター・スピードウェイオーナー（* 1958年）[182]
- 5月17日 - バド・アンダーソン、アメリカ合衆国のエースパイロット（* 1922年）[183]
- 5月17日 - 梶返昭二、日本の有機合成化学者、山口大学名誉教授（* 1927年）[184]
- 5月17日 - 栗田幸雄、日本の政治家、元官僚、第5代公選福井県知事、元福井県副知事、元自治省市町村税課長（* 1930年）[185]
- 5月17日 - ゴードン・ベル、アメリカ合衆国の電気工学者、コンピュータ技術者、実業家、ミニコンピュータの開発者（* 1934年）[186]
- 5月17日 - ベティ・ナッシュ（英語版）、アメリカ合衆国のフライトアテンダント（* 1935年または1936年）[187]
- 5月17日 - シャーキー・ウォード（英語版）、カナダ出身のイギリスの海軍軍人、パイロット、イギリス海軍士官（* 1943年）[188]
- 5月17日 - スティーヴン・J・リヴェル、アメリカ合衆国の作家、脚本家、詩人（* 1949年）[189]
- 5月17日 - 戸田博、日本の映画監督（* 1951年）[190]
- 5月17日（訃報発表日） - アヴタンディル・ジョルベナゼ（英語版）、ジョージアの政治家、元国家相・労働保健社会相・保健社会相（* 1951年）[191]
- 5月17日 - 久保新二、日本の俳優（* 1951年）[192]
- 5月17日 - 梅津秀行、日本の声優、俳優（* 1955年）[193]
- 5月17日 - マーク・ウェルズ（英語版）、アメリカ合衆国の元プロアイスホッケー選手、元同国代表、1980年冬季オリンピック金メダリスト（* 1957年）[194]
- 5月17日 - ロベルタ・マレロ（英語版、スペイン語版）、スペインの作家、アーティスト、LGBTQI+活動家（* 1972年）[195]
- 5月18日 - ハリソン・ホワイト（英語版）、アメリカ合衆国の社会学者（* 1930年）[196]
- 5月18日 - ブルース・ノードストローム（英語版）、アメリカ合衆国の実業家、元ノードストローム会長（* 1933年）[197]
- 5月18日 - フレッド・ルース（英語版）、アメリカ合衆国の映画プロデューサー（* 1934年）[198]
- 5月18日 - ジェロルド・ノースロップ・ムーア、アメリカ合衆国出身のイギリスの音楽学者（* 1934年）[199]
- 5月18日 - フランク・アイフィールド（英語版）、イギリス出身のオーストラリアの歌手（* 1937年）[200]
- 5月18日 - ジョン・コーナー（英語版）、アメリカ合衆国のギタリスト、シンガーソングライター（* 1938年）[201]
- 5月18日 - ヤエル・ダヤン（英語版）、イスラエルの作家、ジャーナリスト、政治家、元クネセト議員（* 1939年）[202]
- 5月18日 - イヴァン・ムラース（英語版）、チェコスロバキア、スロバキアの元プロサッカー選手、指導者、元チェコスロバキア代表、1964年オリンピック銀メダリスト（* 1941年）[203]
- 5月18日 - パレ・ダニエルソン、スウェーデンのジャズ・ダブルベース奏者（* 1946年）[204]
- 5月18日 - 太布康洋、日本の銀行家、元北見信用金庫会長（* 1950年?）[205]
- 5月18日 - 岸田佐智、日本の保健学者、徳島大学名誉教授（* 1955年?）[206]
- 5月18日 - 廖駿雄（中国語版）、香港の俳優（* 1960年）[207]
- 5月18日 - ジョン・ワイサッキー（英語版）、アメリカ合衆国のドラマー、「ステインド」の元メンバー（* 1971年）[208]
- 5月18日 - 川人忠明、日本のゲームデザイナー、作家（* 1972年?）[209]
- 5月18日 - アンドレイ・クドリャショフ（英語版）、ロシアのオートバイレーサー（* 1991年）[210]
- 5月19日 - ジグムント・ロラト（英語版）、ポーランド出身のアメリカ合衆国の実業家、慈善家、ホロコースト生存者（* 1930年）[211][212]
- 5月19日 - 牟玲生（中国語版）、中華人民共和国の政治家、元中国共産党陝西省委員会副書記、元陝西省人民代表大会常務委員会副主任、中国宋慶齢基金会（中国語版）顧問（* 1931年）[213]
- 5月19日 - ブルーノ・シーベルト（英語版）、チリの陸軍軍人、政治家、外交官、チリ陸軍少将、元公共事業相、元元老院議員、元駐西ドイツチリ大使館駐在武官（* 1933年）[214]
- 5月19日 - 戸田禎佑、日本の東洋美術史家、東京大学名誉教授（* 1934年）[215]
- 5月19日 - リチャード・フォロンジー（英語版）、アメリカ合衆国の俳優（* 1937年）[216]
- 5月19日 - クワシ・クリュツェ（英語版）、トーゴの政治家、元首相（* 1945年）[217]
- 5月19日 - 田辺和夫、日本の実業家、三井住友トラスト・ホールディングス初代社長、元中央三井トラスト・ホールディングス社長（* 1945年）[218]
- 5月19日 - 西野喜一、日本の法学者、新潟大学名誉教授、元新潟県労働委員会会長（* 1949年）[219]
- 5月19日（遺体発見日） - 寺島知裕、日本の編集者、『BUBKA』創刊編集長（* 1964年）[220]
- 5月19日 - クリスチャン・マランガ（英語版）、コンゴ民主共和国の政治家、統一コンゴ党（英語版）党首（* 1983年）[221]
- 5月19日 - 東アーザルバーイジャーン州ヘリコプター墜落事故で亡くなった人物[222]
  - エブラーヒーム・ライースィー、イランの政治家、法律家、第8代大統領、元司法府長官（英語版）、元検事総長（英語版）（* 1960年）[223]
  - モハンマド・アリー・アーレハーシェム（英語版）、イランのイマーム、東アーザルバーイジャーン州の最高指導者（ヴァラーヤテ・ファギーフ（英語版））代理人（* 1962年）
  - ホセイン・アミールアブドッラーヒヤーン、イランの外交官、政治家、外相、元在バーレーン大使（* 1964年）[223]
  - マーレク・ラフマティー（英語版）、イランの政治家、東アーザルバーイジャーン州知事（* 1982年）
- 5月20日 - 増山江威子、日本の女優、声優、ナレーター（* 1936年）[224]
- 5月20日 - アイヴァン・ボウスキー、アメリカ合衆国の投資家（* 1937年）[225]
- 5月20日 - ジャン＝クロード・ゴーダン、フランスの政治家、元国土整備都市統合相、元元老院議員・副議長、元国民議会議員、元マルセイユ市長（* 1939年）[226]
- 5月20日 - カール＝ハインツ・シュネリンガー、ドイツの元プロサッカー選手、元西ドイツ代表（* 1939年）[227]
- 5月20日 - サム・ブッチャー（英語版）、アメリカ合衆国の画家、イラストレーター（* 1939年）[228]
- 5月20日 - フェルナンド・マルティネス・カステリャーノ（英語版、スペイン語版）、スペインの政治家、元バレンシア市長（* 1942年）[229]
- 5月20日 - 中井眞孝、日本の浄土宗の僧侶、歴史学者、佛教大学元学長・名誉教授（* 1943年）[230]
- 5月20日 - 徐洋遠（朝鮮語版）、大韓民国のジャーナリスト、元毎日経済新聞編集局長・代表（* 1965年）[231]
- 5月20日 - バッド・ボーンズ（英語版、ドイツ語版）（ヨーン・クリンガー）、ドイツのプロレスラー（* 1984年）[232]
- 5月21日 - ルイ・ベルゴー（英語版）、フランスの元ロードサイクリスト（* 1928年）[233]
- 5月21日 - ハンク・フォイルズ（英語版）、アメリカ合衆国の元プロ野球選手（* 1929年）[234]
- 5月21日 - 金子一芳、日本の歯科医師（* 1931年）[235]
- 5月21日 - 根本良一、日本の政治家、元福島県矢祭町長（* 1937年）[236]
- 5月21日 - ウェルナー・ヒンク、オーストリアのヴァイオリニスト、元ウィーン・フィルハーモニー管弦楽団のコンサートマスター（* 1943年）[237]
- 5月21日 - 津田隆士、日本の政治家、元福岡市議会議員・議長（* 1945年?）[238]
- 5月21日 - 練知軒（中国語版）、中華人民共和国の政治家、元中国共産党福州市委員会副書記・福清市委員会書記、元福州市長・福清市長、元福州市人民代表大会常務委員会主任、元全国人民代表大会代表（* 1945年）[239]
- 5月21日 - 寺嶋一彦、日本の制御工学者、ロボット工学者、豊橋技術科学大学学長（* 1952年）[240]
- 5月21日 - ヤン・A・P・カチュマレク、ポーランドの作曲家（* 1953年）[241]
- 5月21日 - ジェームズ・セルフ（英語版）、南アフリカ共和国の政治家、元国民議会議員、元民主同盟連邦評議会主席（* 1955年）[242]
- 5月21日 - 梁勝則、日本の医師、医療法人社団林山朝日診療所理事長（* 1956年?）[243]
- 5月21日 - YASS、日本のシンガーソングライター、音楽プロデューサー、ロックバンド「LORAN」のボーカリスト（* 1965年）[244]
- 5月22日 - ダリル・ヒックマン（英語版）、アメリカ合衆国の俳優、元CBS幹部（* 1931年）[245]
- 5月22日 - マリー＝フランス・ガロー（英語版）、フランスの政治家、政治アドバイザー、元欧州議会議員（* 1934年）[246]
- 5月22日 - 佐藤啓二、日本の実業家、主婦の店さいち創業者（* 1935年?）[247]
- 5月22日 - 申庚林、大韓民国の詩人（* 1936年）[248]
- 5月22日 - 束景南（中国語版）、中華人民共和国の朱子学者、浙江大学教授（* 1943年）[249]
- 5月22日 - 真島茂樹、日本の振付師、ダンサー（* 1947年）[250]
- 5月22日 - 堀地ヒロ子、日本の実業家、銚子丸会長・創業者（* 1947年）[251]
- 5月22日 - デイヴィッド・ウィルキー（英語版）、イギリスの元競泳選手、1976年オリンピック金メダリスト、1972年オリンピック銀メダリスト（* 1954年）[252]
- 5月22日 - トニ・モンタノ（英語版、セルビア語版）、ユーゴスラビア、セルビアのロック・ミュージシャン、歌手（* 1962年）[253]
- 5月22日（訃報発表日） - チャーリー・コリン（英語版）、アメリカ合衆国のベーシスト、「トレイン」の元メンバー（* 1965年または1966年）[254]
- 5月23日 - アンヘレス・フローレス・ペオン（英語版）、スペインの社会主義政治活動家（* 1918年）[255]
- 5月23日（訃報発表日） - ジョン・ボードマン（英語版）、イギリスの考古学者、芸術史学者（* 1927年）[256]
- 5月23日 - 鈴木桂子、日本の映画スクリプター（* 1937年）[257]
- 5月23日 - マルク・カミーユ・シェモヴィッチ（英語版）、フランスの芸術家（* 1947年）[258]
- 5月23日 - ジョン・マドックス・ロバーツ（英語版）、アメリカ合衆国のSF作家（* 1947年）[259]
- 5月23日 - 石金浩（朝鮮語版）、大韓民国のフォントデザイナー、サンドル（朝鮮語版）創業者・理事会議長（* 1955年）[260]
- 5月23日 - 宍戸晴一、日本の地方公務員、神奈川県伊勢原市副市長（* 1955年）[261]
- 5月23日 - ケイレブ・カー（英語版）、アメリカ合衆国の軍事史学者、作家（* 1955年）[262]
- 5月23日 - モーガン・スパーロック、アメリカ合衆国の映画プロデューサー、映画監督（* 1970年）[263]
- 5月24日 - 出沢政雄、日本の元プロ野球選手【東急フライヤーズ所属】、高校野球指導者、政治家、元福島県立磐城高等学校野球部監督、元福島県いわき市議会議員（* 1927年）[264]
- 5月24日 - ホセ・アントニオ・ムルガス（英語版、スペイン語版）、コロンビアの政治家、弁護士、元労働相、元セサール県知事、元国連大使（* 1930年）[265]
- 5月24日 - ヤン・カチェル（英語版、チェコ語版）、チェコスロバキア、チェコの演出家、映画監督、俳優、政治家、作家、元チェコスロバキア連邦議会人民院議員（* 1936年）[266][267]
- 5月24日 - ヴァルター・カッパハー（英語版）、オーストリアの作家（* 1938年）[268]
- 5月24日 - 松尾清三、日本のクイズ王（* 1938年）[269]
- 5月24日 - デイヴ・ウォーカー（英語版）、オーストラリアの元レーシングドライバー、元イギリス・フォーミュラ3選手権チャンピオン（* 1941年）[270][271]
- 5月24日 - ダグ・イングル（英語版）、アメリカ合衆国のオルガニスト、作曲家、ボーカリスト、「アイアン・バタフライ」の元メンバー（* 1945年）[272]
- 5月25日 - リチャード・シャーマン、アメリカ合衆国の作曲家（* 1928年）[273]
- 5月25日 - アル・ラディ、カナダ出身のアメリカ合衆国の映画プロデューサー、テレビプロデューサー（* 1930年）[274]
- 5月25日 - 小名雪王、日本の書家（* 1934年?）[275]
- 5月25日 - クラース・ダンケルト（オランダ語版、フリジア語版）、オランダの政治家、元ヘット・ビルト（英語版）市長、元フリースラント州行政委員・議会議員、元メーナルデュマーデール（英語版）市議会議員（* 1942年）[276]
- 5月25日 - 大潮憲司（波多野兼二）、日本の元大相撲力士【時津風部屋所属、小結・元年寄：式守秀五郎】、式秀部屋元師匠（* 1948年）[277][278]
- 5月25日 - ジョニー・ガン（中国語版）、香港の俳優（* 1953年）[279]
- 5月25日 - ピエール・ミシェル・シェリー（ハイチ語版）、ハイチのコンピュータ科学者、経営者、数学者、言語学者、作家（* 1956年）[280]
- 5月25日 - 菅良幸、日本の脚本家（* 1956年）[281]
- 5月25日 - ジョニー・ワクター（英語版）、アメリカ合衆国の俳優（* 1986年）[282]
- 5月25日 - グレイソン・マレー（英語版）、アメリカ合衆国のプロゴルファー（* 1993年）[283][284]
- 5月26日 - 森嶌昭夫、日本の法学者、名古屋大学名誉教授（* 1934年）[285]
- 5月26日 - 雑賀富美代、日本の実業家、東洋ライス取締役相談役（* 1936年?）[286]
- 5月26日 - ニキータ山下（山下健二）、日本のロシア語同時通訳者、歌手（* 1937年）[287]
- 5月26日 - タラト・フセイン（英語版）、パキスタンの俳優（* 1940年）[288]
- 5月26日 - トニー・スコット（英語版）、アメリカ合衆国の元プロ野球選手（* 1951年）[289]
- 5月26日 - ジョージー・キャンベル（英語版）、イギリスの総合馬術の騎手（* 1987年）[290]
- 5月27日 - 鷹羽狩行、日本の俳人（* 1930年）[291]
- 5月27日 - エリザベス・マクレー（英語版）、アメリカ合衆国の女優（* 1936年）[292]
- 5月27日（訃報発表日） - サラーフ・オマル・アル＝アリー（英語版）、イラクの外交官、政治家、元文化情報相、元国連大使（* 1938年）[293]
- 5月27日 - 横舘英雄、日本の元アナウンサー、ニュースキャスター【日本教育テレビ・テレビ朝日所属】、法政大学自主マスコミ講座講師（* 1941年）[294]
- 5月27日 - 近藤進茂、日本の実業家、NITTOKU会長（* 1943年）[295]
- 5月27日 - 今くるよ、日本の漫才師、お笑い芸人（* 1947年）[296]
- 5月27日 - シュテファン・ビルタラン（英語版）、ルーマニアの元ハンドボール選手、指導者、元同国代表、1976年オリンピック銀メダリスト、1972年・1980年オリンピック銅メダリスト（* 1948年）[297]
- 5月27日 - ビル・ウォルトン、アメリカ合衆国の元プロバスケットボール選手、バスケットボール解説者（* 1952年）[298]
- 5月27日 - 西郷正道、日本の技官、外交官、大日本農会副会長、元駐ネパール大使（* 1953年）[299]
- 5月27日 - バッチ・ジョンソン（英語版）、アメリカ合衆国の元アーチェリー選手、1996年オリンピック金メダリスト、2000年オリンピック銅メダリスト（* 1955年）[300][301]
- 5月27日 - 岡冨俊一、日本の調教助手、元騎手【日本中央競馬会所属】（* 1961年）[302]
- 5月27日 - 友田政晴、日本のアニメーター、演出家（* 1961年?）[303]
- 5月28日 - 庄野克房、日本の半導体工学者、上智大学名誉教授（* 1934年）[304]
- 5月28日 - ダダシュ・ルザエフ（英語版）、ソビエト連邦、アゼルバイジャンの元空挺兵、政治家、アゼルバイジャン共和国軍少将、元アゼルバイジャン国防相（* 1935年）[305]
- 5月28日 - 磯野清夫、日本の漆工芸作家、広島市立大学名誉教授（* 1938年?）[306]
- 5月28日 - 石原昌一、日本の彫刻家、熊本大学名誉教授（* 1941年）[307]
- 5月28日 - 和多田粂夫、日本の元新左翼活動家（* 1941年?）[308]
- 5月28日 - 魏明倫（中国語版）、中華人民共和国の劇作家、脚本家、元中国戯劇家協会（中国語版）副主席、元中国戯劇文学協会（中国語版）会長（* 1941年）[309]
- 5月28日 - 高久光雄、日本の音楽プロデューサー（* 1946年）[310]
- 5月28日（遺体発見日） - ジージア・カルドソ（wikidata）、ブラジルの歌手（* 1992年）[311]
- 5月29日（訃報発表日） - マルゴット・ベナセラフ（英語版）、ベネズエラの映画監督（* 1926年）[312]
- 5月29日 - アンリ・ナレ（英語版、フランス語版）、フランスの政治家、元司法相・農林相・農業相、元国民議会議員、元トネール市長（* 1939年）[313]
- 5月29日 - ハンク・アレン（英語版）、アメリカ合衆国の元プロ野球選手（* 1940年）[314]
- 5月29日 - 榊原伊三、日本の政治家、元愛知県半田市長（* 1940年）[315]
- 5月29日 - マンフレート・ヴォルケ、東ドイツ、ドイツの元ボクサー、ボクシング指導者、1968年オリンピック金メダリスト（* 1943年）[316]
- 5月29日 - ラリー・キャノン、アメリカ合衆国の元プロバスケットボール選手（* 1947年）[317]
- 5月29日 - アナスタシア・ザヴォロトニュク（英語版）、ロシアの女優（* 1971年）[318]
- 5月29日 - 笑福亭智六、日本の落語家（* 1979年）[319]
- 5月30日 - ジュヌヴィエーヴ・ド・ガラール（英語版）、フランスの看護師、元従軍看護婦（* 1925年）[320]
- 5月30日 - ノーラ・コルティニャス（英語版）、アルゼンチンの人権活動家（* 1930年）[321]
- 5月30日 - ケルヴィン・フェリックス（英語版）、ドミニカ国のカトリック教会の聖職者、枢機卿、元カストリーズ大司教（* 1933年）[322]
- 5月30日（訃報発表日） - ブライアン・フェラン（英語版）、アイルランドの俳優、劇作家（* 1934年）[323]
- 5月30日（訃報発表日） - トレヴァー・エドワーズ（英語版）、イギリスの元プロサッカー選手、元ウェールズ代表（* 1937年）[324]
- 5月30日 - トム・バウアー、アメリカ合衆国の俳優（* 1938年）[325]
- 5月30日 - 比嘉佑典、日本の教育学者、元名桜大学理事長、東洋大学名誉教授（* 1940年）[326]
- 5月30日 - 伊藤和男、日本の政治家、千葉県議会議員・元議長（* 1947年）[327]
- 5月30日 - 錦仁、日本の国文学者、新潟大学名誉教授（* 1947年）[328]
- 5月30日 - 日暮泰文、日本の実業家、音楽評論家、P-VINE創業者（* 1948年）[329]
- 5月30日 - ダン・ファイフ（英語版）、アメリカ合衆国の元プロ野球選手、学校バスケットボール指導者、元ミシガン大学・クラークストン高等学校（英語版）バスケットボール部コーチ（* 1949年）[330]
- 5月30日 - 西村則夫、日本の裁判官、元横浜家庭裁判所所長（* 1949年）[331]
- 5月30日 - 鴫野彰、日本のアニメーション作家（* 1954年）[332]
- 5月30日 - ドリュー・ゴードン（英語版）、アメリカ合衆国のプロバスケットボール選手（* 1990年）[333]
- 5月31日 - 吉井正澄、日本の政治家、元熊本県水俣市長、元水俣市議会議員（* 1931年）[334]
- 5月31日 - 川崎普照、日本の彫刻家（* 1931年）[335]
- 5月31日 - 鈴木隆、日本の元プロ野球選手【大洋ホエールズ・東京オリオンズ所属】、元プロ野球コーチ（* 1933年）[336]
- 5月31日 - 吉田ルイ子、日本のフォトジャーナリスト、元アナウンサー【朝日放送所属】（* 1934年）[337]
- 5月31日 - マリアン・ロビンソン（英語版）、アメリカ合衆国の秘書（* 1937年）[338]
- 5月31日 - 村山庄三、日本の脚本家（* 1938年?）[339]
- 5月31日 - 荒木幸彦、日本の実業家、元ニチコン社長（* 1943年）[340]
- 5月31日 - ロバート・ピックトン（英語版）、カナダのシリアルキラー、無期懲役囚（* 1949年）[341]
- 5月31日 - アマラウ、ブラジルの元プロサッカー選手、元同国代表（* 1954年）[342]
- 5月31日 - エド・マン、アメリカ合衆国のミュージシャン、パーカッショニスト（* 1955年）[343][344]
- 5月31日 - 本橋由香、日本の女優（* 1978年）[345]
- 5月31日 - トンポシュ・カーチャ（英語版）、ハンガリーの女優、歌手（* 1983年）[346]
- 5月31日 - JJゴーグル（阿比留淳司）、日本のベーシスト、ソングライター、「THE GOGGLES」のメンバー（* 生年不明）[347]